# Arte orientale

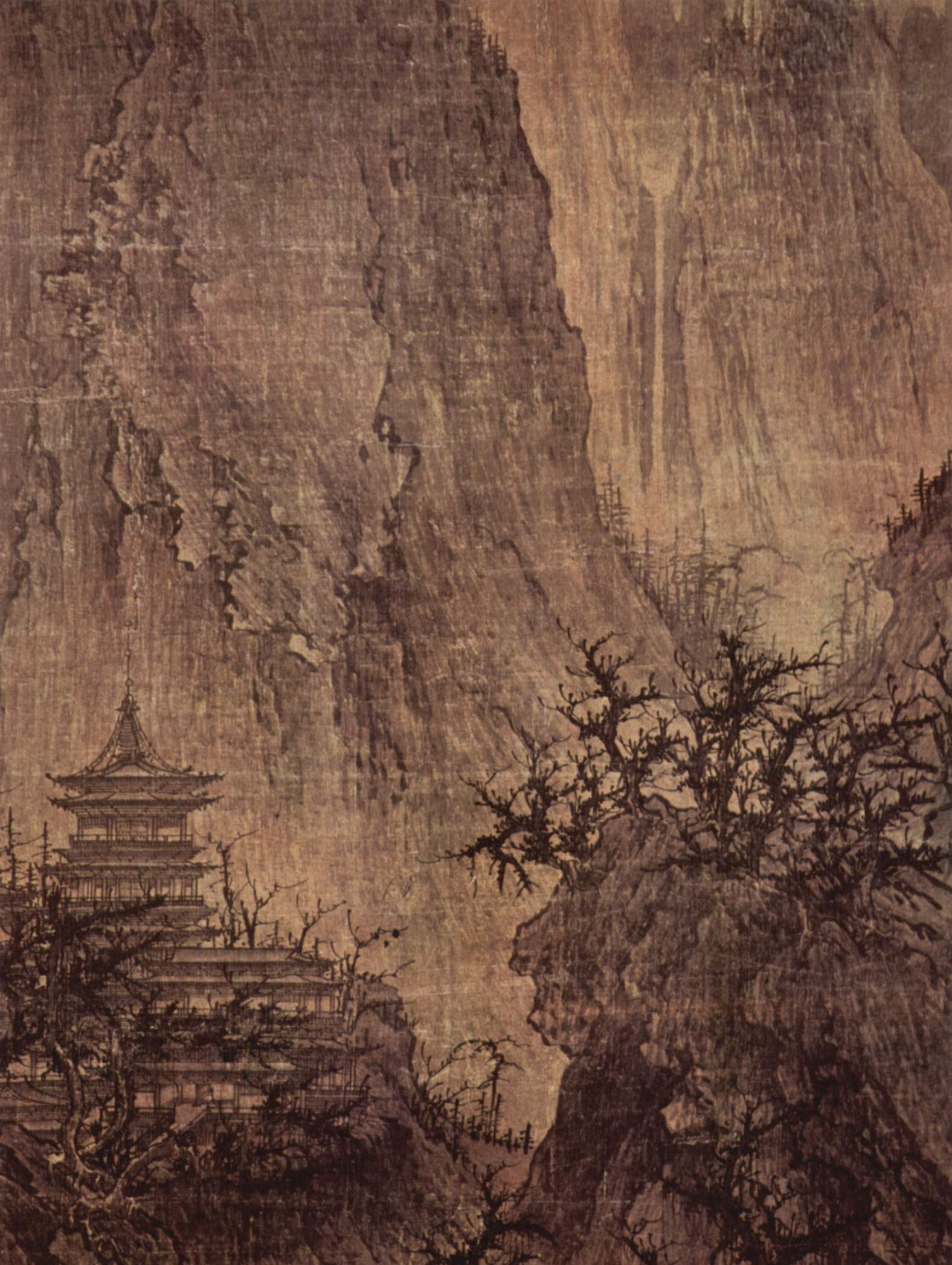
Tempio buddista in montagna di Li Cheng

L'arte orientale o asiatica è l'insieme di tutte le espressioni artistiche delle culture dell'Asia.
Il continente asiatico è suddiviso in varie regioni che comprendono l'Asia centrale, orientale, meridionale, sud-orientale e occidentale. L'arte dell'Asia centrale si identifica con quella dei turchi della steppa eurasiatica, mentre l'arte dell'est comprende opere provenienti da Cina, Giappone e Corea. L'arte dell'Asia meridionale si configura con ogni forma d'arte del subcontinente indiano, laddove quella del sud-est asiatico è prodotta in Thailandia, Laos, Vietnam, Indonesia e Filippine. Infine, l'arte dell'Asia occidentale si può identificare con quella del Vicino Oriente, compresa quella mesopotamica (probabilmente la più antica forma artistica orientale all'infuori di quella preistorica), che è stata soppiantata dall'arte islamica.
Nel corso della sua storia, l'arte orientale ha spesso avuto sviluppi paralleli con quella occidentale e talvolta l'una ha spesso influito sull'altra e viceversa. Ciò è confermato ad esempio dalle commistioni artistiche e culturali avvenute nella Via della seta, che ha permesso ai popoli orientali di entrare in stretto contatto con le culture dell'Occidente. Durante l'età contemporanea l'arte orientale e quella occidentale sono giunte a intrecciarsi ulteriormente grazie alle moderne tecnologie e al fenomeno della globalizzazione.

## Arte in Asia centrale
L'arte visuale in Asia centrale è, in gran parte, quella dei popoli turchi di oggi. Del Kirghizistan, Kazakistan, Uzbekistan, Turkmenistan, Azerbaigian, Tagikistan, Mongolia, Tibet, Afghanistan e Pakistan, ma anche di parte della Cina e della Russia. Negli ultimi secoli, l'arte nella regione è stata fortemente influenzata dall'arte islamica. L'arte precedente dell'Asia centrale è stata influenzata dall'arte cinese, greca e persiana, attraverso la trasmissione dell'arte della Via della seta.

### Arte popolare nomade
L'arte popolare nomade è un aspetto vitale dell'arte dell'Asia centrale. Riflette il nucleo dello stile di vita dei gruppi nomadi residenti nella regione. Si rimanere sbalorditi dalla bellezza di pietre semipreziose, trapunte, porte intagliate e tappeti ricamati che quest'arte riflette.

### Musica e strumenti musicali
L'Asia centrale si arricchisce della musica e degli strumenti classici. Alcuni dei famosi strumenti musicali classici hanno avuto origine nella regione dell'Asia centrale. Rubab, Dombra e Chang sono alcuni degli strumenti musicali utilizzati nelle arti musicali dell'Asia centrale.

### Riscoperta dell'arte dell'Asia centrale
La vita delle persone dell'Asia centrale ruotava attorno allo stile di vita nomade. Pertanto, la maggior parte delle arti dell'Asia centrale, nei tempi moderni, sono anch'esse ispirate alla vita nomade che mostra l'era d'oro. In effetti, il tocco di tradizione e cultura nell'arte dell'Asia centrale agisce come un importante fattore di attrazione per i forum d'arte internazionali. Il riconoscimento globale nei confronti dell'arte dell'Asia centrale ha sicuramente aumentato il suo valore.

## Arte dell'Asia orientale

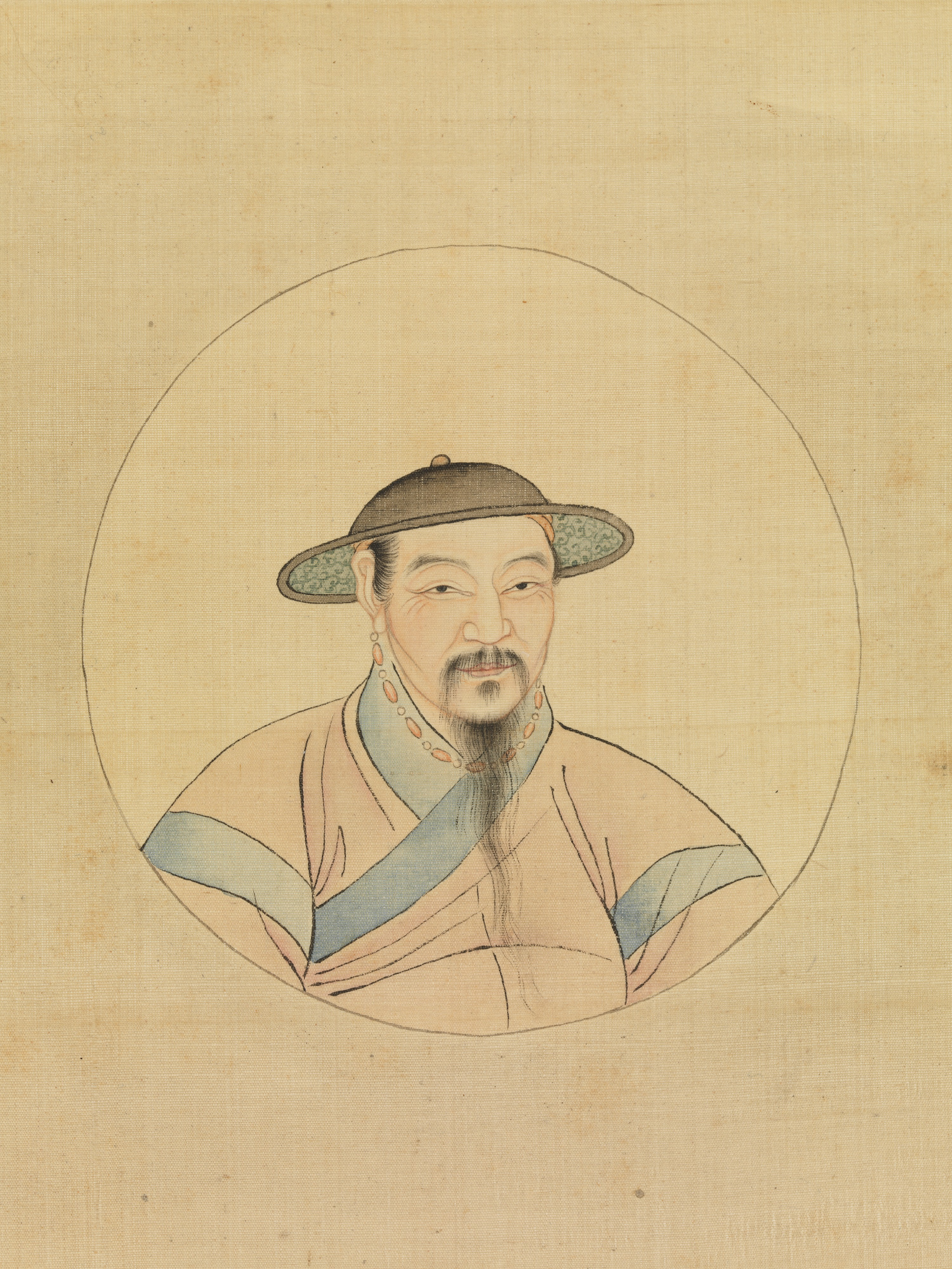
Copia di un ritratto di Zhao Mengfu (趙孟頫), Metropolitan Museum of Art

### Arte cinese
L'arte cinese (cinese: 中國藝術/中国艺术) è variata nel corso della sua storia antica, divisa in periodi dalle dinastie della Cina al potere e dall'evoluzione tecnologica. Diverse forme d'arte sono state influenzate da grandi filosofi, insegnanti, figure religiose e persino leader politici. L'arte cinese comprende belle arti, arte popolare e arti performative. L'arte cinese è arte, moderna o antica, che ha avuto origine o è praticata in Cina o da artisti o interpreti cinesi.
Durante la dinastia Song, la poesia era caratterizzata da una poesia lirica nota come Ci (詞) che esprimeva sentimenti di desiderio, spesso in una persona adottata. In pittura apparvero dipinti di espressione più sottile di paesaggi, con contorni sfocati e contorni di montagne che trasmettevano la distanza attraverso un trattamento impressionistico dei fenomeni naturali. Fu durante questo periodo che nella pittura, come nel periodo precedente, l'accento fu posto sugli elementi spirituali piuttosto che su quelli emotivi. Il Kūnqǔ, la più antica forma esistente di opera cinese, fu sviluppata durante la dinastia Song a Kunshan, vicino all'odierna Shanghai. Durante la dinastia Yuan, i dipinti del pittore cinese Zhao Mengfu (趙孟頫) influenzarono notevolmente la successiva pittura paesaggistica cinese, e l'opera della dinastia Yuan divenne una variante dell'opera cinese che continua ancora oggi come Opera cantonese.

#### Pittura cinese e arte calligrafica

##### Pittura cinese
Gongbi e Xieyi sono due stili della pittura cinese.
Gongbi significa "meticoloso", i colori ricchi e i dettagli nell'immagine sono le sue caratteristiche principali, il suo contenuto raffigura principalmente ritratti o narrazioni. Xieyi significa "a mano libera", la sua forma è spesso esagerata e irreale, con un'enfasi sull'espressione emotiva dell'autore e solitamente utilizzata nella rappresentazione di paesaggi.

Oltre che su carta e seta, i dipinti tradizionali sono stati realizzati anche sulle pareti, come nelle Grotte di Mogao nella provincia di Gansu. Le Grotte di Dunhuang Mogao furono costruite durante la dinastia Wei del nord (386–534). Si tratta di più di 700 grotte, di cui 492 con murali sulle pareti, per un totale di oltre 45.000 m2. I murali sono molto vari in contenuto, con statue di Buddha, visioni del paradiso, angeli, importanti eventi storici e persino donatori. Gli stili di pittura nelle prime grotte hanno ricevuto influenza dall'India e dall'Occidente. Dalla dinastia Tang (618-906), i murali iniziarono a riflettere unicamente lo stile pittorico cinese.

##### Calligrafia cinese

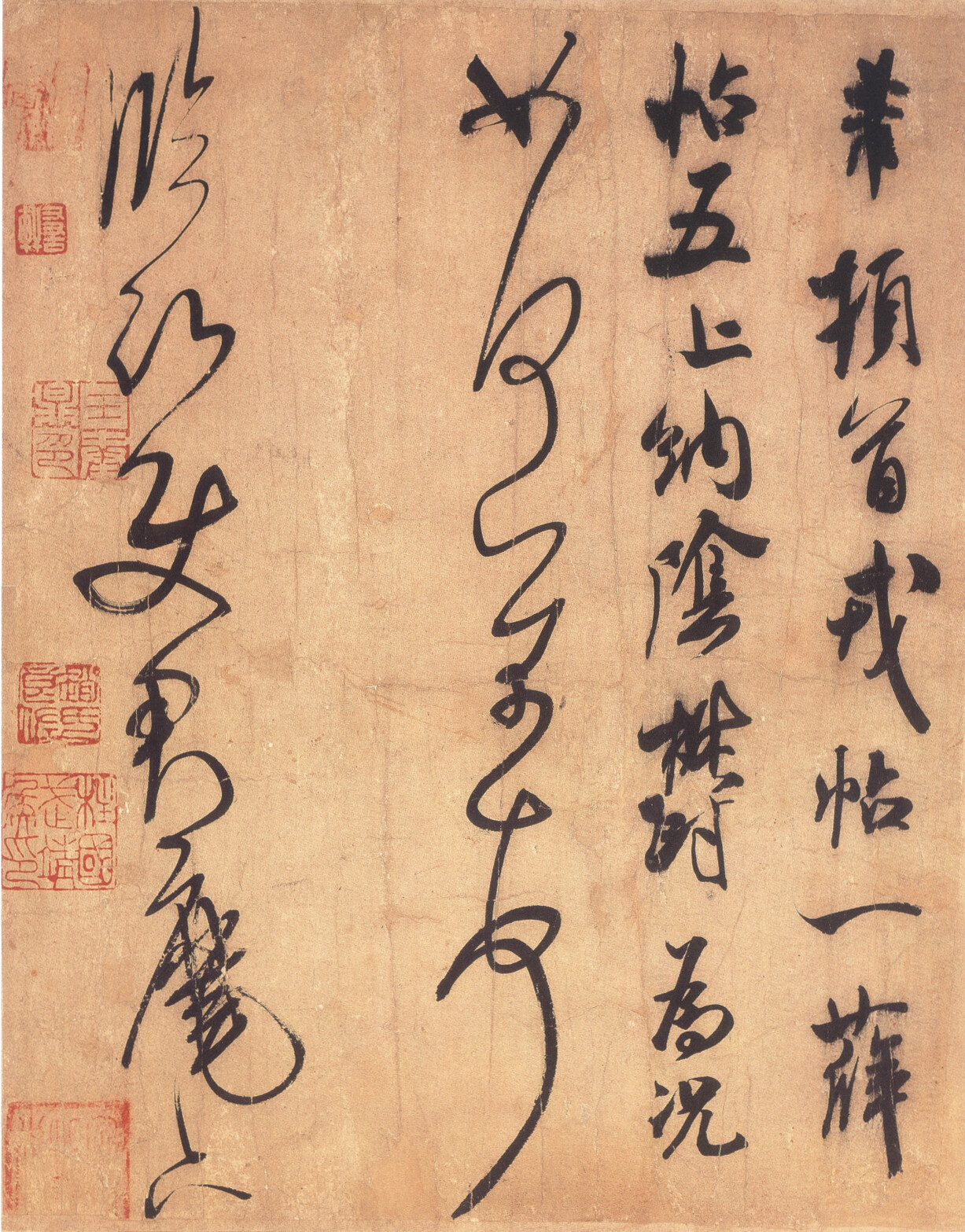
Sulla calligrafia di Mi Fu, dinastia Song

La calligrafia cinese può essere fatta risalire al Dazhuan (scrittura a grande sigillo) che apparve durante la dinastia Zhou. Dopo che l'Imperatore Qin unificò la Cina, il Primo ministro Li Si raccolse e compilò lo stile Xiaozhuan (piccolo sigillo) come nuovo testo ufficiale. La scrittura del piccolo sigillo è molto elegante ma difficile da scrivere velocemente. Durante la dinastia Han orientale, iniziò a sorgere un tipo di scrittura chiamato Lishu (scrittura ufficiale). Poiché non ha cerchi e pochissime linee curve, è molto adatta per una scrittura veloce. Successivamente, è apparso lo stile Kaishu (scrittura regolare tradizionale) e la sua struttura è più semplice e ordinata, questa scrittura è ancora ampiamente utilizzata oggi.

#### Antico artigianato cinese

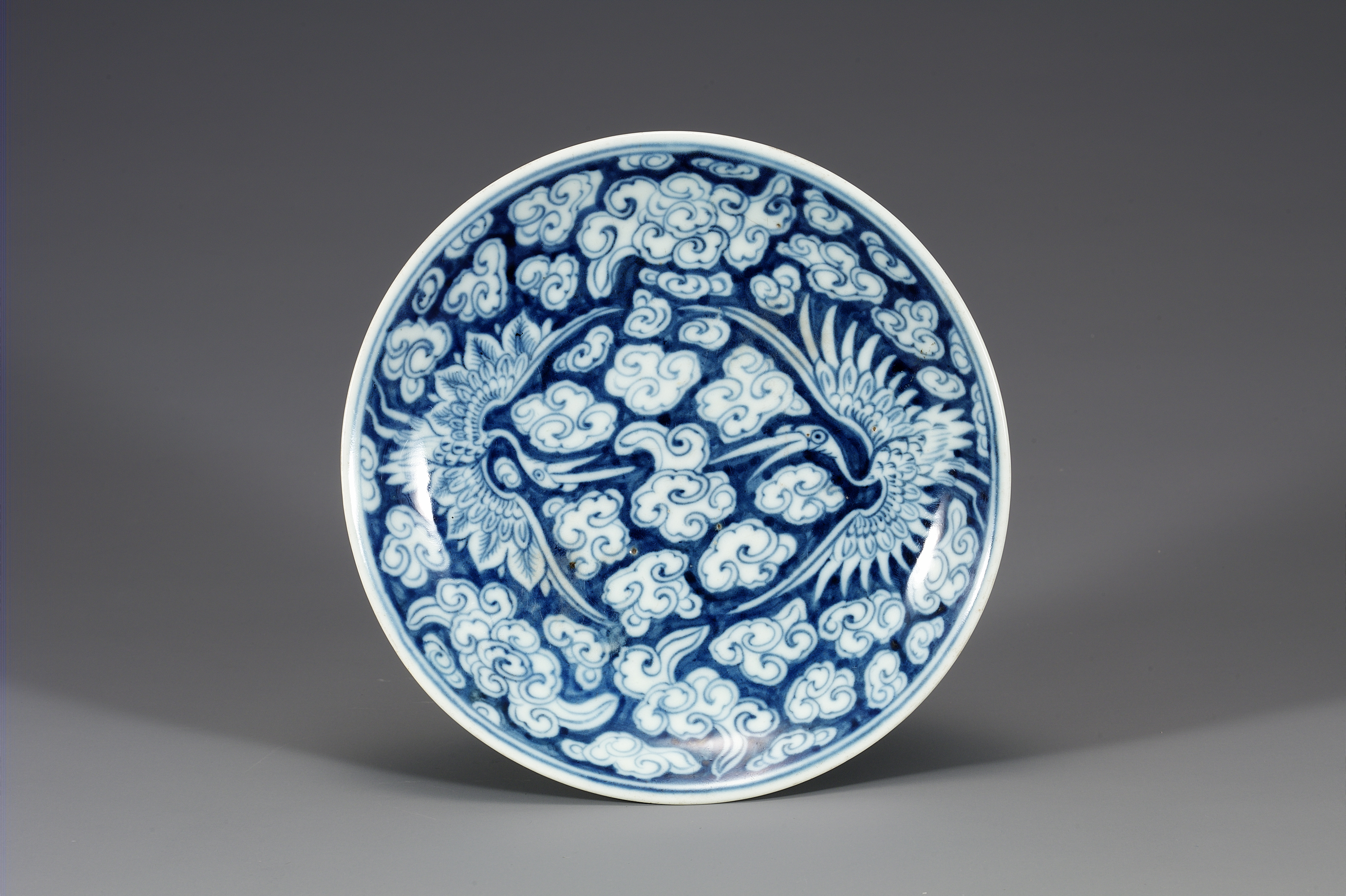
Piatto di porcellana bianca e blu

##### Giada
La giada antica era usata come ornamento o utensili sacrificali. Il primo oggetto cinese in giada scolpita apparve nella cultura di Hemudu all'inizio del neolitico (circa 3500-2000 a.C.). Durante la dinastia Shang (c. 1600–1046 a.C.), apparvero Bi (giada circolare perforata) e Cong (tubo quadrato di giada), supposti utensili sacrificali, che rappresentavano il cielo e la terra. Durante la dinastia Zhou (1046–256 a.C.), a causa dell'uso di strumenti di incisione di maggior durezza, le giade furono scolpite più delicatamente e iniziarono ad essere utilizzate come ciondolo o ornamento nell'abbigliamento. La giada era considerata immortale e poteva proteggere il proprietario, quindi oggetti di giada intagliata venivano spesso sepolti con il defunto, come un abito funerario di giada trovato nella tomba di Liu Sheng, un principe della dinastia Han occidentale.

##### Porcellana
La porcellana è un tipo di ceramica ottenuta dal caolino ad alta temperatura. Le prime ceramiche in Cina apparvero nella dinastia Shang (c.1600–1046 a.C.) e la produzione della ceramica ha posto le basi per l'invenzione della porcellana. La storia della porcellana cinese può essere fatta risalire alla dinastia Han (206 a.C. – 220). Durante il periodo della dinastia Tang, la porcellana era divisa in celadon e porcellana bianca. Durante la dinastia Song, Jingdezhen fu scelto come centro di produzione della porcellana reale e iniziò a produrre porcellana bianca e blu.

#### Arte cinese moderna
Dopo la fine della ultima dinastia feudale in Cina, con l'ascesa del nuovo movimento culturale, gli artisti cinesi iniziarono ad essere influenzati dall'arte occidentale e iniziarono ad integrarla nella cultura cinese. Influenzato dal jazz, il compositore cinese Li Jinhui (noto come il padre della musica popolare cinese) iniziò a creare e a promuovuore musica popolare, che creò una sensazione enorme. All'inizio del XX secolo, vennero introdotti in Cina i dipinti ad olio e sempre più pittori cinesi iniziarono ad usare le tecniche pittoriche occidentali e a combinarle con la pittura tradizionale cinese. Nel frattempo, iniziò a sorgere una nuova forma di pittura, il fumetto. Divenne popolare essendo il modo più economico per l'intrattenimento.

### Arte tibetana

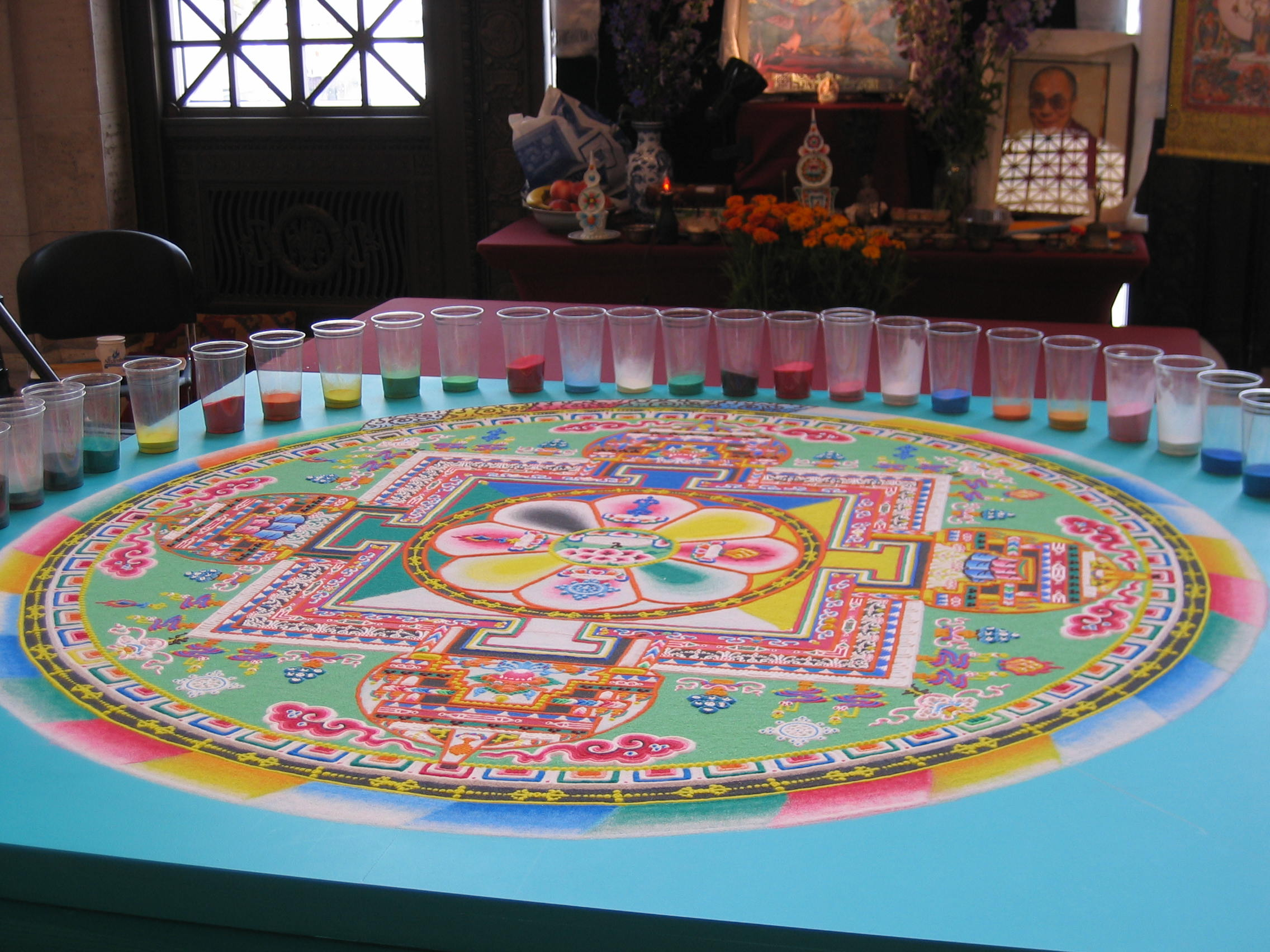
Maṇḍala buddista tibetano

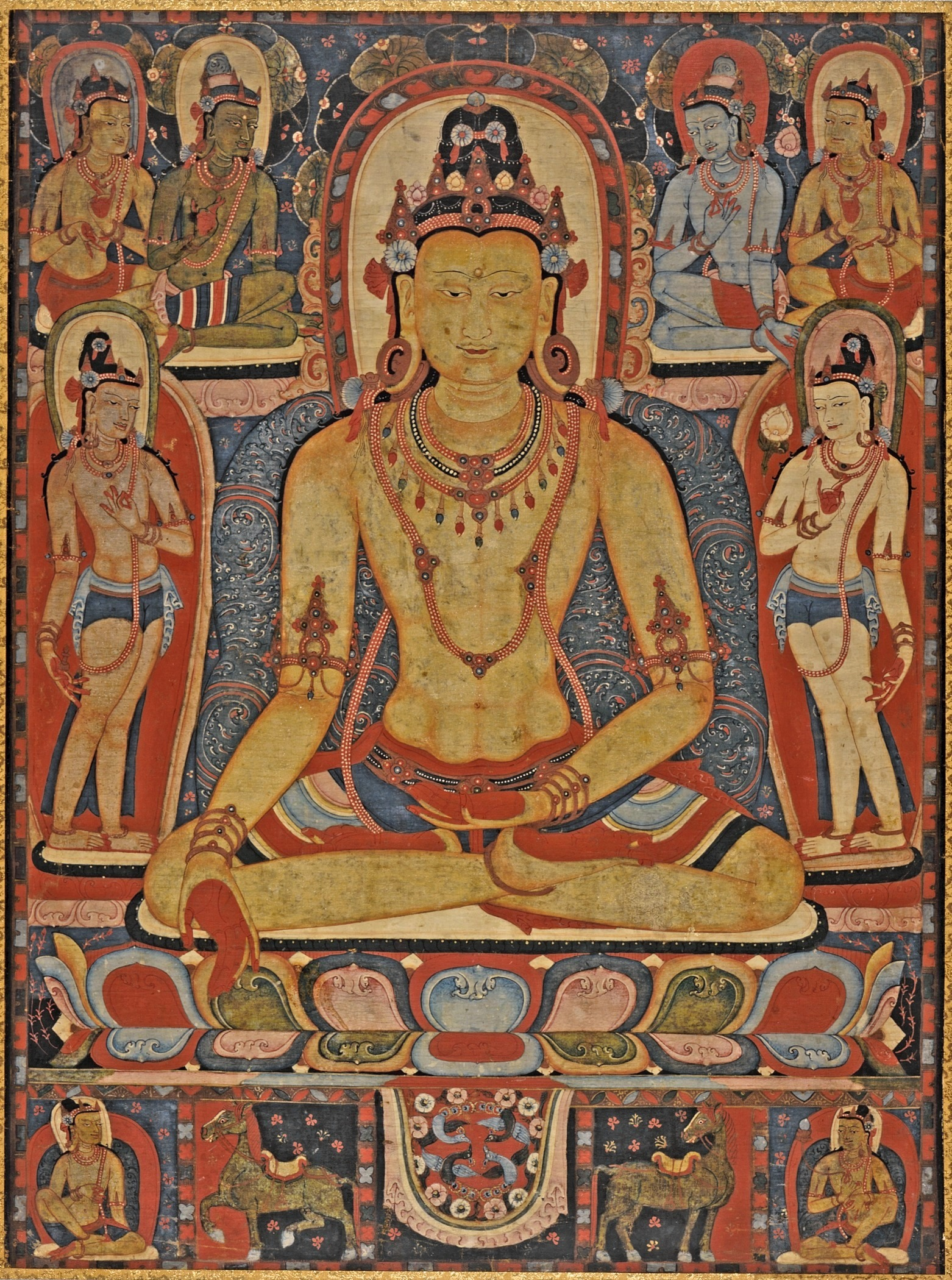
Jina Buddha Ratnasambhava, Tibet centrale, monastero Kadam, 1150–1225.

Arte tibetana si riferisce all'arte del Tibet (Regione autonoma del Tibet in Cina) e di altri regni presenti ed ex Himalayani (Bhutan, Ladakh, Nepal e Sikkim). L'arte tibetana è prima di tutto una forma di arte sacra, che riflette l'influenza preponderante del Buddhismo tibetano su queste culture. Il Maṇḍala di sabbia (in tibetano: kilkhor) è una tradizione del Buddhismo tibetano che simboleggia la natura transitoria delle cose. Come parte del canone buddista, tutte le cose materiali sono viste come transitorie. Un mandala di sabbia ne è un esempio, poiché una volta che è stato costruito e le sue cerimonie di accompagnamento e la visualizzazione sono terminate, viene sistematicamente distrutto.
Quando il Buddhismo Mahāyāna emerse come una scuola separata, nel IV secolo a.C., enfatizzò il ruolo dei bodhisattva, esseri compassionevoli che rinunciavano alla loro fuga personale nel Nirvana per aiutare gli altri. Fin dall'inizio vari bodhisattva furono anche soggetti di arte statuaria. Il buddismo tibetano, in quanto discendente del buddismo Mahayana, ereditò questa tradizione. Ma l'ulteriore presenza dominante del Vajrayana (o tantra buddista) potrebbe aver avuto un'importanza fondamentale nella cultura artistica. Un bodhisattva comune raffigurato nell'arte tibetana è la divinità Avalokiteśvara, spesso raffigurata come un santo dalle mille braccia con un occhio in mezzo a ciascuna mano, che rappresenta il compassionevole che tutto vede e ascolta le nostre richieste. Questa divinità può anche essere intesa come Yidam, o "Buddha da meditazione" per la pratica Vajrayana.
Il buddismo tibetano contiene il buddhismo tantrico, noto anche come Vajrayana per il suo simbolismo comune del vajra, il fulmine di diamante (noto nella lingua tibetana come vajra). La maggior parte della tipica arte buddista tibetana può essere considerata come parte della pratica del tantra. Le tecniche Vajrayana incorporano molte visualizzazioni/immaginazioni durante la meditazione, e la maggior parte dell'elaborata arte tantrica può essere vista come aiuto a queste visualizzazioni; dalle rappresentazioni di divinità meditative (yidam) a mandala e tutti i tipi di strumenti rituali.

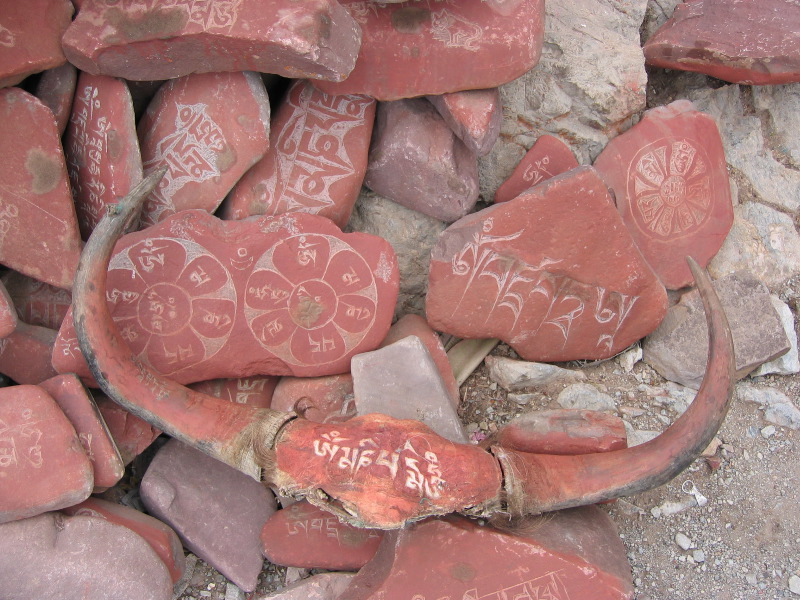
In Tibet, molti buddisti incidono le pietre con mantra come forma di devozione.

Un aspetto visivo del buddismo tantrico è la rappresentazione comune di divinità "adirate", spesso raffigurate con facce arrabbiate, cerchi di fuoco o con i teschi dei morti. Queste immagini rappresentano i Protettori (in sanscrito: "dharmapala") e il loro temibile aspetto smentisce la loro vera natura compassionevole. In realtà, la loro ira rappresenta la loro dedizione alla protezione dell'insegnamento dharma così come alla protezione delle pratiche tantriche specifiche per prevenire la corruzione o l'interruzione della pratica. Sono soprattutto usati come aspetti psicologici adirati che possono essere usati per conquistare gli atteggiamenti negativi del praticante.
Gli storici notano che la pittura cinese ha avuto una profonda influenza sulla pittura tibetana in generale. A partire dal XIV e XV secolo, la pittura tibetana aveva incorporato molti elementi dai cinesi, e durante il XVIII secolo, la pittura cinese ha avuto un impatto profondo e di vasta portata sull'arte visiva tibetana. Secondo Giuseppe Tucci, al tempo della dinastia Qing, "si sviluppò una nuova arte tibetana, che in un certo senso era un'eco provinciale della raffinata raffinatezza ornata cinese del XVIII secolo".

### Arte giapponese

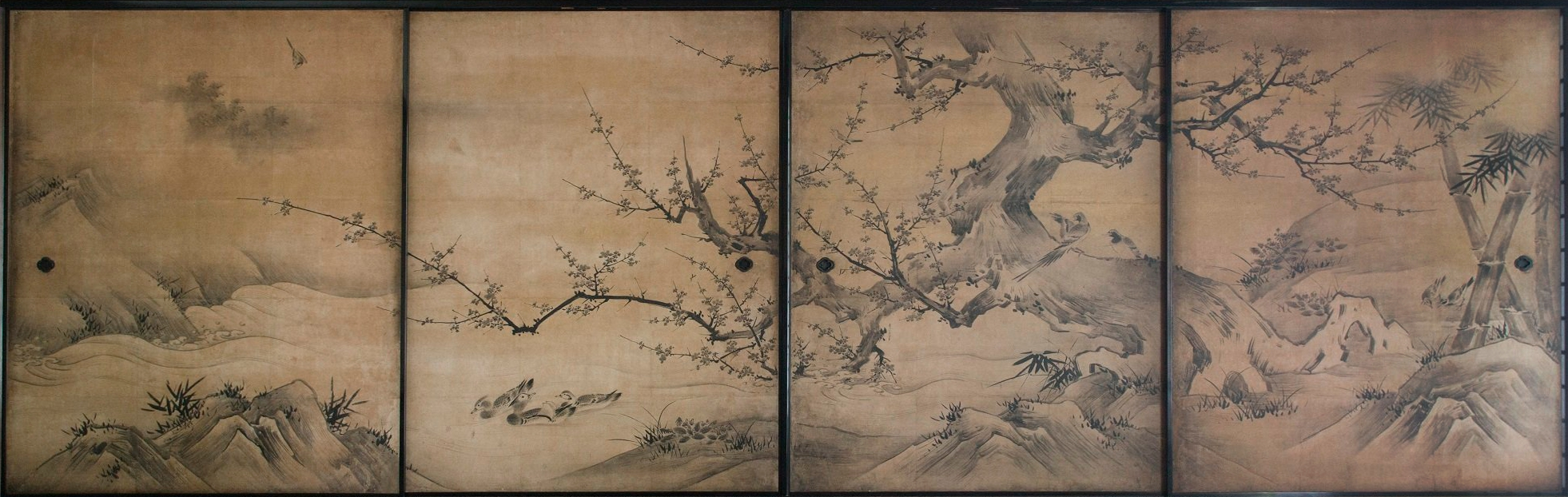
Quattro pannelli di un paravento giapponese (Uccelli e fiori per le quattro stagioni) realizzato per un abate giapponese del XVI secolo. Tipicamente per i paesaggi giapponesi successivi, l'obiettivo principale è una caratteristica in primo piano.

L'arte e l'architettura giapponese sono opere d'arte prodotte in Giappone dagli inizi dell'insediamento umano, nel X millennio a.C., fino ad oggi. L'arte giapponese copre una vasta gamma di stili e media artistici, tra cui ceramiche antiche, sculture in legno e bronzo, pittura a inchiostro su seta e carta e una miriade di altri tipi di opere d'arte; dall'antichità fino al XXI secolo.
La forma d'arte raggiunse una grande popolarità nella cultura metropolitana di Edo (antico nome di Tokyo) durante la seconda metà del XVII secolo, con le opere monocromatiche di Hishikawa Moronobu nel 1670. All'inizio si usava solo inchiostro di china, poi alcune stampe venivano colorate manualmente con un pennello, ma nel XVIII secolo Suzuki Harunobu sviluppò la tecnica della stampa policroma per produrre nishiki-e
La pittura giapponese (絵画?, Kaiga) è uno dei più antichi e raffinati esempi di arte giapponese, che comprende un'ampia varietà di generi e stili. Come per la storia delle arti giapponesi in generale, la storia della pittura giapponese è una lunga storia di sintesi e competizione tra estetica giapponese nativa e adattamento di idee importate.
Le origini della pittura in Giappone risalgono al paleolitico e sono presenti sulle campane di bronzo del periodo Yaoi (300 a.C. – 300) dōtaku. Murali, dipinti con disegni sia geometrici che figurativi, sono stati trovati in numerosi tumuli del periodo Kofun (300-700).
L'antica scultura giapponese derivava principalmente dal culto dell'idolo nel Buddhismo o dai riti animistici della divinità Shinto. In particolare, la scultura, tra tutte le arti, divenne più saldamente incentrata sul buddismo. I materiali tradizionalmente usati erano il metallo, in particolare il bronzo e, più comunemente, il legno, spesso laccato, dorato, o dipinto a colori vivaci. Entro la fine del periodo Tokugawa, tale scultura tradizionale, ad eccezione delle opere miniaturizzate, era in gran parte scomparsa a causa della perdita del patrocinio dei templi buddisti e della nobiltà.
Ukiyo, che significa "mondo fluttuante", si riferisce alla giovane cultura impetuosa che fiorì nei centri urbani di Edo, Osaka e Kyoto che erano un mondo a parte. È un'allusione ironica al termine omofono "Mondo doloroso" (憂き世), il piano terreno di morte e rinascita da cui i buddisti cercavano la liberazione.

### Arte coreana

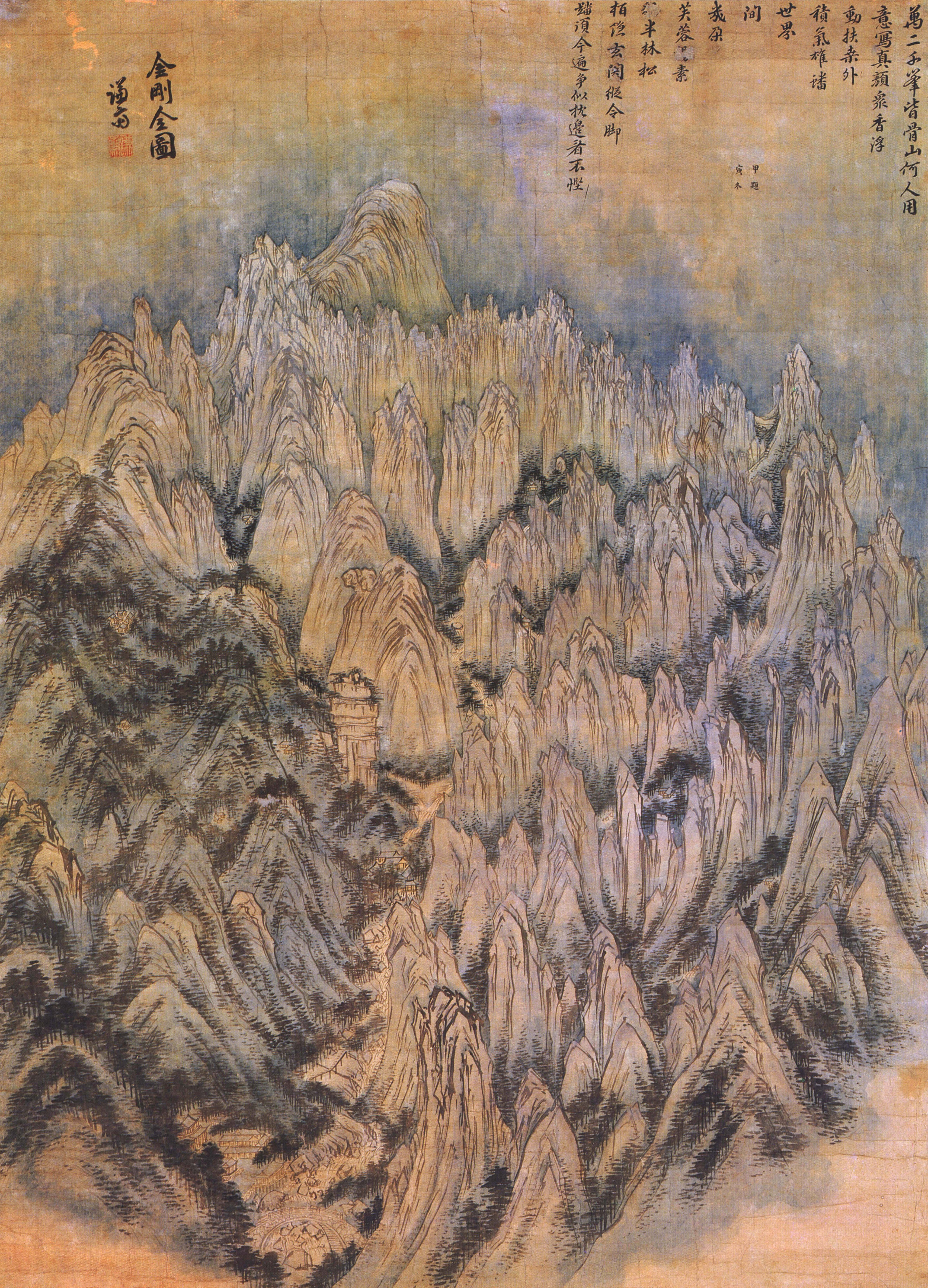
Jeong Seon, Vista del monte Geumgang (금강전도, 金剛全圖), Corea, c.1734

L'arte coreana è nota per le sue tradizioni nella ceramica, musica, calligrafia, pittura, scultura e altri generi, spesso contrassegnate dall'uso di colori audaci, forme naturali, forma in scala precise e decorazione della superficie.
Mentre ci sono differenze chiare e distintive fra tre culture indipendenti, esistono somiglianze e interazioni significative e storiche tra le arti di Corea, Cina e Giappone.
Lo studio e l'apprezzamento dell'arte coreana è ancora in una fase formativa in Occidente. A causa della posizione della Corea, tra Cina e Giappone, era vista come un mero canale della cultura cinese verso il Giappone. Tuttavia, recenti studiosi hanno iniziato a riconoscere l'importante ruolo dell'arte e della cultura della Corea non solo nella trasmissione della cultura cinese, ma nell'assimilazione e nella creazione di una propria cultura unica.
In genere, la storia della pittura coreana è datata intorno all'anno 108, quando apparve per la prima volta come forma indipendente. Tra quel periodo e i dipinti e gli affreschi che compaiono sulle tombe della dinastia Goryeo, c'è stata poca ricerca. Basti dire che fino alla dinastia Joseon l'influenza principale fu la pittura cinese, sebbene realizzata con paesaggi coreani, tratti del viso, argomenti buddisti e un'enfasi sull'osservazione celeste in linea con il rapido sviluppo dell'astronomia coreana.
Nel corso della storia della pittura coreana, c'è stata, molto spesso, una separazione costante tra le opere monocromatiche con pennellate nere su carta di gelso o seta e la colorata arte popolare o min-hwa, le arti rituali, le pitture tombali e le arti festive che facevano un ampio uso del colore.
Questa distinzione era spesso basata sulla classe sociale: gli studiosi, in particolare nell'arte confuciana, ritenevano che si potesse vedere il colore nei dipinti monocromatici all'interno delle gradazioni e sentivano che l'uso del colore rendeva grossolani i dipinti e limitava l'immaginazione. L'arte popolare coreana e la pittura di cornici architettoniche erano viste come illuminare alcune cornici esterne in legno, e di nuovo all'interno della tradizione dell'architettura cinese, e le prime influenze buddiste di thalo ricco e abbondante e colori primari ispirati all'arte indiana.

#### Arte contemporanea in Corea
Il primo esempio di pittura a olio in stile occidentale nell'arte coreana è stato negli autoritratti dell'artista coreano Go Hui-dong (1886-1965). Solo tre di queste opere rimangono ancora oggi. Questi autoritratti trasmettono una comprensione del medium che va ben oltre l'affermazione della differenza stilistica e culturale. All'inizio del XX secolo, la decisione di dipingere usando olio e tela in Corea ha avuto due diverse interpretazioni. Uno un senso di illuminazione dovuto alle idee e agli stili artistici occidentali; questa illuminazione derivò da un movimento intellettuale dei secoli XVII e XVIII. Ko aveva dipinto con questo metodo durante un periodo di annessione della Corea da parte del Giappone. Durante questo periodo molti affermarono che la sua arte avrebbe potuto essere politica, tuttavia, lui stesso dichiarò di essere un artista e non un politico. Egli dichiarò: "Mentre ero a Tokyo, è successa una cosa molto curiosa. A quel tempo c'erano meno di cento studenti coreani a Tokyo. Tutti noi stavamo "bevendo" l'aria nuova e iniziando nuovi studi, ma c'erano alcuni che si prendevano gioco della mia scelta di studiare arte. Un caro amico ha detto che non era giusto per me studiare pittura in un momento come questo".
La ceramica coreana veniva prodotta già nel 6000 a.C. Veniva anche chiamata ceramica con motivi a pettine a causa delle linee decorative scolpite all'esterno. le prime società coreane dipendevano principalmente dalla pesca. Quindi, usavano gli oggetti di ceramica per conservare il pesce e altre cose raccolte dall'oceano come i crostacei. La ceramica aveva due principali distinzioni regionali. Quella della costa orientale tendevano ad avere una base piatta, mentre quelle della costa meridionale avevano una base rotonda.

## Arte dell'Asia del sud

### Arte buddhista

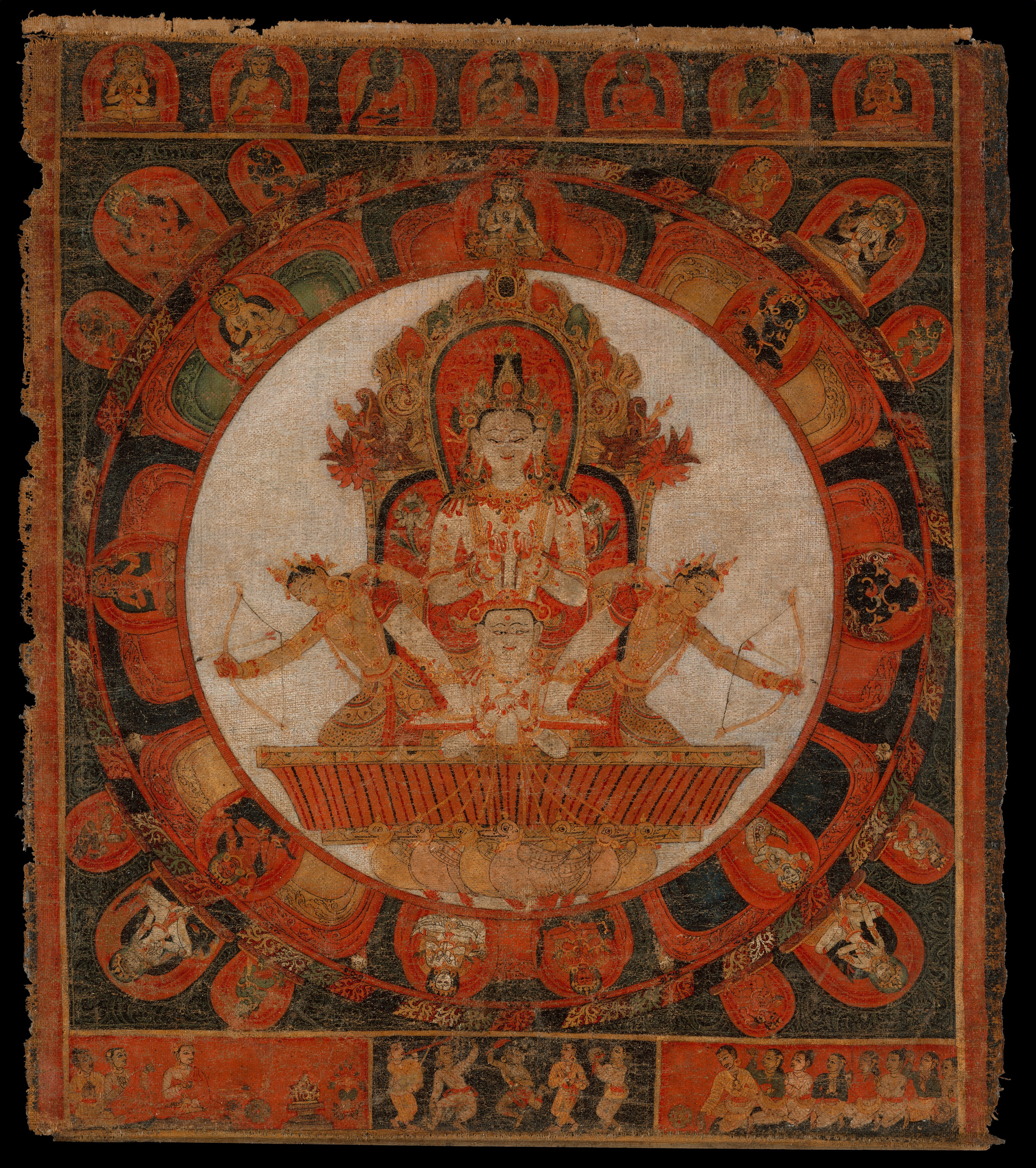
, Nepal (valle di Kathmandu) Metropolitan Museum of Art

L'arte buddista ebbe origine nel subcontinente indiano nei secoli successivi alla vita dello storico Gautama Buddha nel VI-V secolo a.C., prima di evolversi attraverso il suo contatto con altre culture e la sua diffusione nel resto dell'Asia e nel mondo. L'arte buddista viaggiava con i credenti mentre il dharma si diffondeva, si adattava e si evolveva in ogni nuovo paese ospitante. Si sviluppò a nord attraverso l'Asia centrale e nell'Asia orientale per formare il ramo settentrionale dell'arte buddista e ad est fino al sud-est asiatico per formare il ramo meridionale dell'arte buddista. In India, l'arte buddista fiorì e influenzò persino lo sviluppo dell'arte indù, fino a quando il buddismo non scomparve quasi intorno al X secolo, in parte a causa della vigorosa espansione dell'Islam insieme all'induismo.
Un dispositivo visivo comune nell'arte buddista è il maṇḍala. Dal punto di vista dello spettatore, rappresenta schematicamente l'universo ideale. In varie tradizioni spirituali, i mandala possono essere impiegati per focalizzare l'attenzione di aspiranti e adepti, uno strumento di insegnamento spirituale, per stabilire uno spazio sacro e come aiuto per meditazione e induzione del trance. La sua natura simbolica può aiutare "ad accedere a livelli progressivamente più profondi dell'inconscio, aiutando infine il meditatore a sperimentare un senso mistico di unità con l'unità ultima da cui nasce il cosmo in tutte le sue molteplici forme". Lo psicoanalista Carl Jung vedeva il mandala come "una rappresentazione del centro del sé inconscio", e credeva che i suoi dipinti di mandala gli permettessero di identificare i disturbi emotivi e lavorare verso l'integrità nella personalità.

### Arte bhutanese

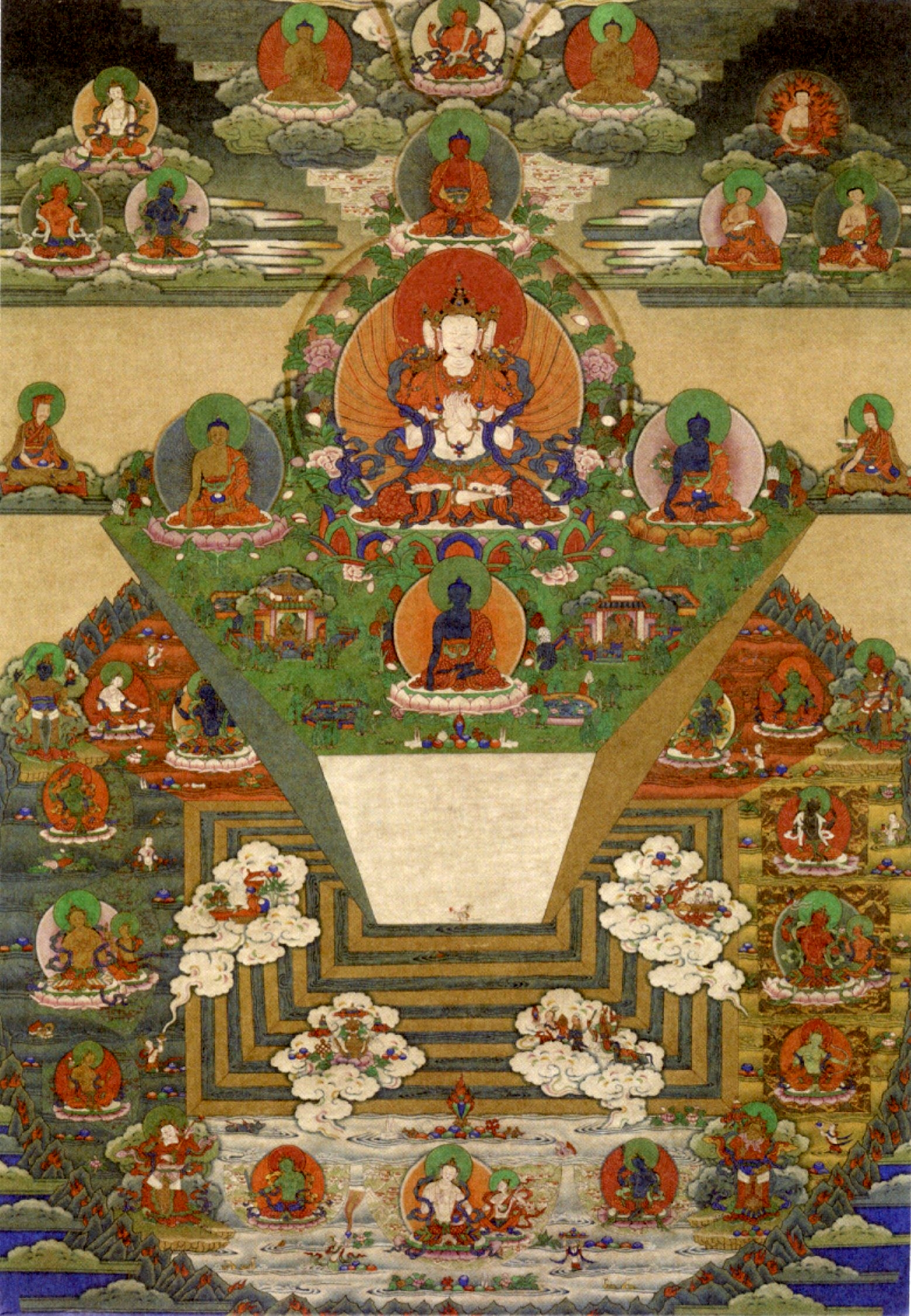
Thanka bhutanese di monte Meru e l'Universo buddhista, XIX secolo, Trongsa Dzong, Trongsa, Bhutan

L'arte bhutanese è simile a quella del Tibet. Entrambe sono basate sul Buddhismo Vajrayana, con il suo pantheon di esseri divini.
I principali ordini del Buddismo in Bhutan sono Drukpa Kagyu e Nyingma. Il primo è un ramo della scuola Kagyu ed è noto per i dipinti che documentano il lignaggio dei maestri buddisti e dei 70 Je Khenpo (leader dell'establishment monastico bhutanese). L'ordine Nyingma è noto per le immagini di Padmasambhava, a cui si attribuisce l'introduzione del buddismo in Bhutan nel VII secolo. Secondo la leggenda, Padmasambhava nascondeva tesori sacri per i futuri maestri buddisti, in particolare Pema Lingpa, che dovevano essere trovati. Anche i trovatori di tesori (tertön) sono soggetti frequenti dell'arte Nyingma.
Ad ogni essere divino vengono assegnate forme, colori e/o oggetti identificativi speciali, come loto, conchiglia, fulmine e ciotola per l'elemosina. Tutte le immagini sacre sono realizzate secondo precise specifiche che sono rimaste notevolmente immutate per secoli.

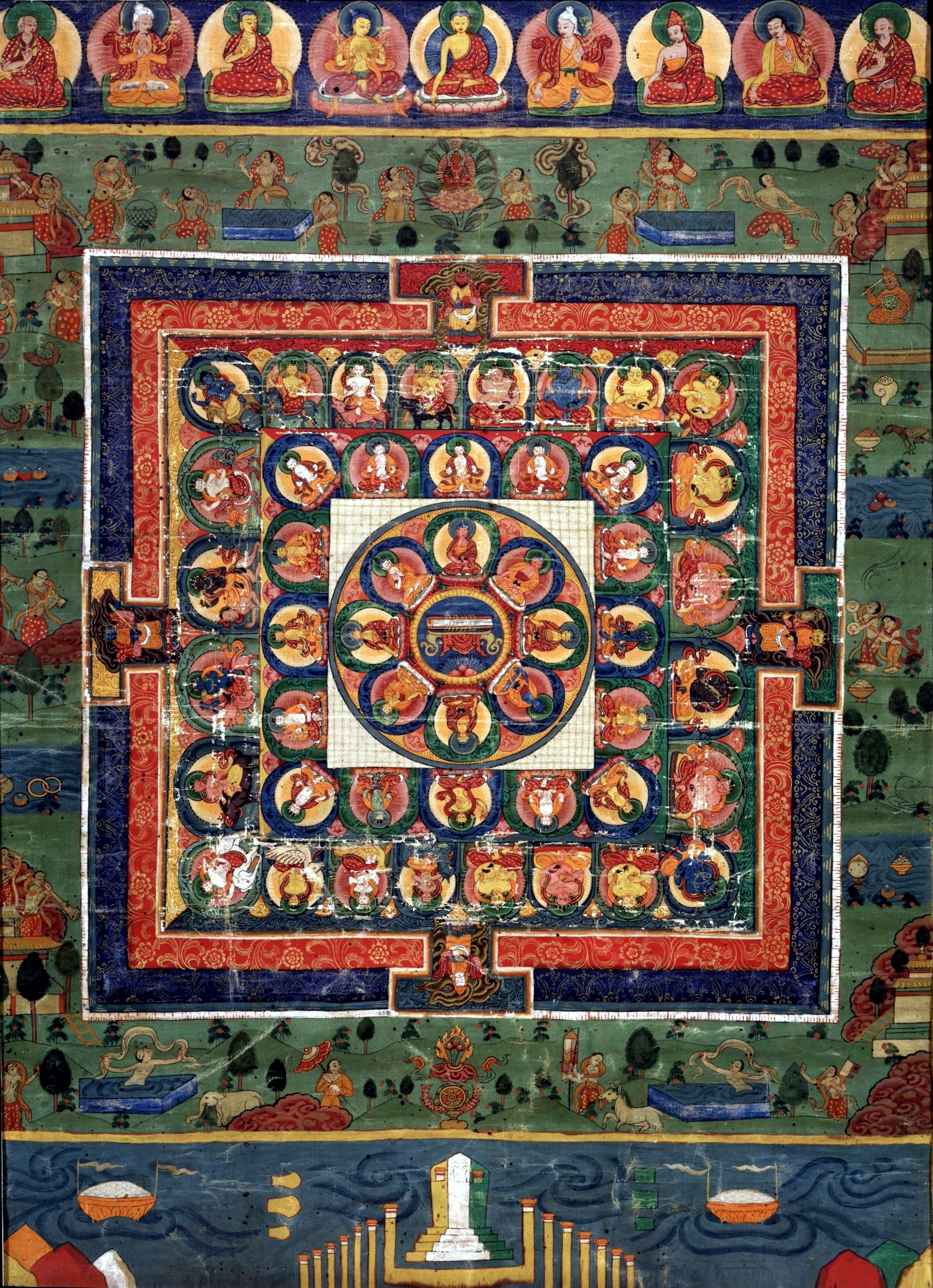
Dipinto Bhutanese con mandala del Maestro della Medicina e la dea della saggezza Prajnaparamita al centro, XIX secolo, Rubin Museum of Art.

L'arte bhutanese è particolarmente ricca di bronzi di diverso tipo che sono noti collettivamente con il nome Kham-so (prodotto in Kham) anche se sono realizzati in Bhutan, perché la tecnica di realizzazione è stata originariamente importata dalla provincia orientale del Tibet chiamata Kham. Dipinti murali e sculture, in queste regioni, sono formulati sui principali ideali senza età delle forme artistiche buddiste. Anche se la loro enfasi sui dettagli deriva da modelli tibetani, le loro origini possono essere individuate facilmente, nonostante gli abiti riccamente ricamati e gli ornamenti scintillanti con cui queste figure sono riccamente ricoperte. Nel grottesco mondo dei demoni, gli artisti avevano apparentemente una maggiore libertà d'azione rispetto a quando modellavano immagini di esseri divini.
Le arti e i mestieri del Bhutan che rappresentano l'esclusivo "spirito e identità del regno himalayano" sono definiti come l'arte di "Zorig Chosum", che significa "tredici arti e mestieri del Bhutan"; i tredici mestieri sono falegnameria, pittura, fabbricazione della carta, fabbro, tessitura, scultura e molti altri ancora. L'Istituto di Zorig Chosum a Thimphu è la principale istituzione di arti e mestieri tradizionali istituita dal governo del Bhutan con l'unico obiettivo di preservare la ricca cultura e tradizione e formare gli studenti in tutte le forme d'arte tradizionali; c'è un'altra istituzione simile nel Bhutan orientale conosciuta come Trashi Yangtse. La vita rurale bhutanese è esposta anche nel "Folk Heritage Museum" a Thimphu. C'è anche uno "Studio di artisti volontari" a Thimphu per incoraggiare e promuovere le forme d'arte tra i giovani.

### Arte indiana

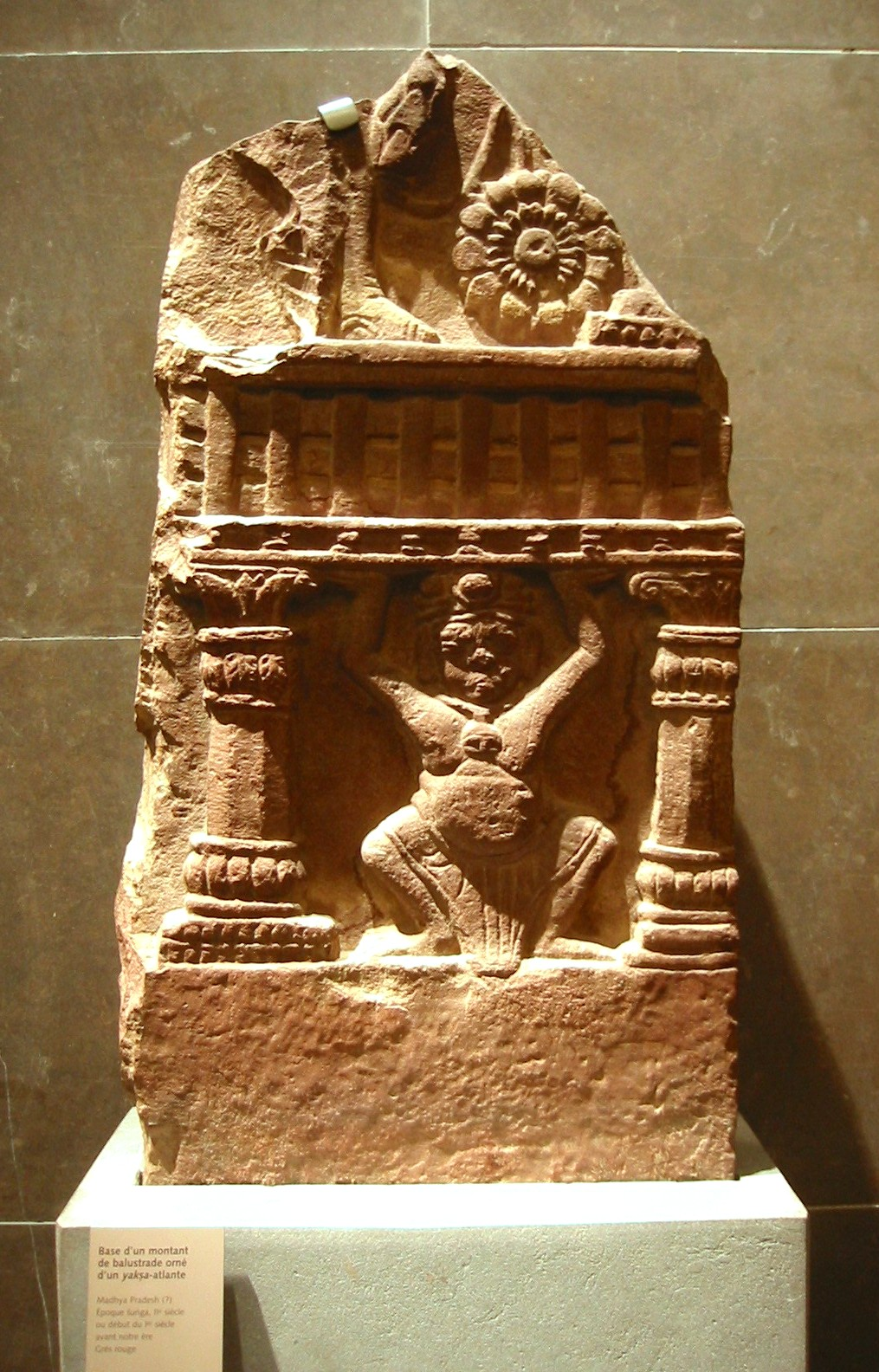
Rappresentazione della divinità Yakṣa, Madhya Pradesh, India, periodo Shunga (II-I secolo a.C.). Museo Guimet.

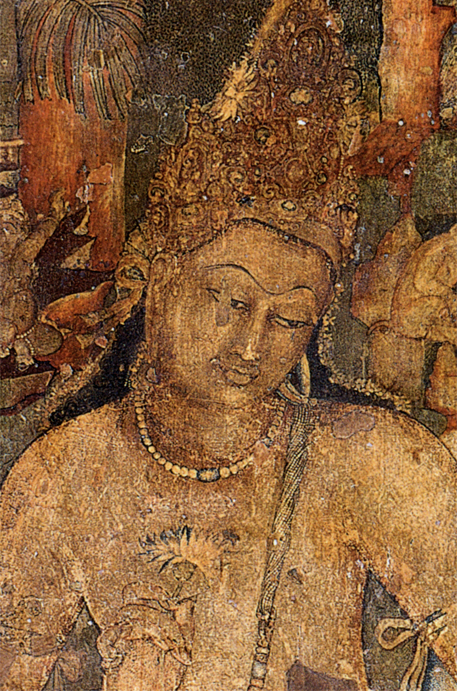
Affresco dalle grotte di Ajanta, c. 450–500

L'arte indiana può essere classificata in periodi specifici, ognuno dei quali riflette determinati sviluppi religiosi, politici e culturali. I primi esempi sono i petroglifi come quelli trovati a Bhimbetka, alcuni dei quali risalenti a prima del 5500 a.C. La produzione di tali opere continuò per diversi millenni.
Seguì l'arte della civiltà della valle dell'Indo. Esempi successivi includono le colonne scolpite di Ellora, nello stato di Maharashtra. Altri esempi sono gli affreschi di Ajanta e Ellora.
I contributi dell'Impero Moghul all'arte indiana comprendono la pittura moghul, uno stile di pittura in miniatura fortemente influenzato dalle miniature persiane e dall'architettura moghul.
Durante Raj Britannico, la pittura indiana moderna evolvette verso un miscuglio di pittura tradizionale indiana e stile europeo. Raja Ravi Varma fu un pioniere di questo periodo. La Bengal School of Art sviluppata in questo periodo, fu capeggiata da Abanidranath Tagore, Gaganendranath Tagore, Jamini Roy, Mukul Dey e Nandalal Bose.
Una delle forme d'arte più popolari in India si chiama Rangoli. È una forma di decorazione "sabbiosa" che utilizza polvere bianca finemente macinata e colori, ed è usata comunemente fuori dalle case in India.
Le arti visive (scultura, pittura e architettura) sono strettamente interrelate con le arti non visive. Secondo Kapila Vatsyayan, "l'architettura indiana classica, la scultura, la pittura, la letteratura (kaavya), la musica e la danza hanno sviluppato le proprie regole condizionate dai rispettivi media, ma hanno condiviso tra loro non solo le credenze spirituali sottostanti delle idee filosofico-religiose indiane, ma anche le procedure con cui sono state elaborate in dettaglio le relazioni del simbolo e gli stati spirituali."
La comprensione delle qualità uniche dell'arte indiana si ottiene al meglio attraverso la comprensione del pensiero filosofico, l'ampia storia culturale, il background sociale, religioso e politico delle opere d'arte.
Periodi specifici: 	
- Induismo e Buddhismo del periodo antico (3500 a.C. – presente)
- Influenza islamica (712–1757)
- Periodo coloniale (1757–1947)
- Arte moderna e post-moderna in India
- Indipendenza e post-colonialismo (dopo il 1947)

### Arte nepalese
L'antica e raffinata cultura tradizionale di Katmandu, e quindi di tutto il Nepal, è un incontro ininterrotto ed eccezionale di induismo e buddismo praticato dal suo popolo altamente religioso. Ha anche abbracciato le diversità culturali fornite dalle altre religioni come il Jainismo, l'Islam e il Cristianesimo.

## Arte del sud-est asiatico

### Arte cambogiana

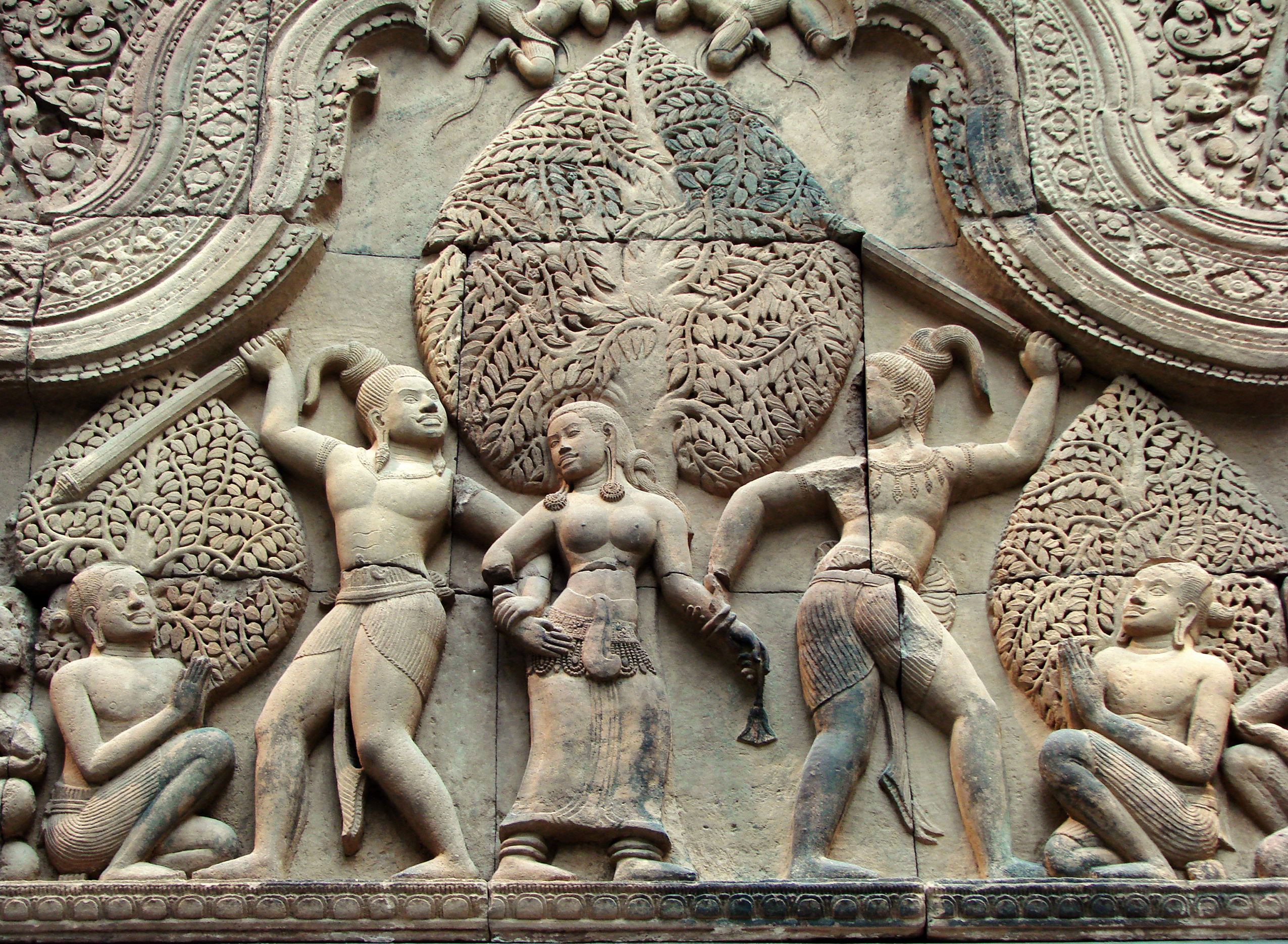
Pietra incisa Banteay Srei (Angkor)

L'arte cambogiana e la cultura della Cambogia hanno avuto una storia ricca e variegata che risale a molti secoli fa ed è stata fortemente influenzata dall'India. A sua volta, la Cambogia ha fortemente influenzato la Thailandia, il Laos e viceversa. Nel corso della lunga storia della Cambogia, una delle principali fonti di ispirazione è stata la religione. Per quasi due millenni, i cambogiani hanno sviluppato una credenza unica del popolo Khmer, dal sincretismo delle credenze indigene animistiche e dalle religioni indiane del Buddhismo e Induismo. La cultura e la civiltà indiana, comprese la lingua e le arti, raggiunsero il sud-est asiatico continentale intorno al I secolo. Si ritiene generalmente che i mercanti di mare abbiano portato i costumi e la cultura indiani nei porti lungo il golfo della Thailandia e del Pacifico mentre commerciavano con la Cina. Il primo stato a beneficiarne fu il Regno del Funan. In vari momenti, la cultura della Cambogia ha anche assorbito elementi delle culture Giavanese, Cinese, Laotiana e Thailandese.

#### Arti visive in Cambogia

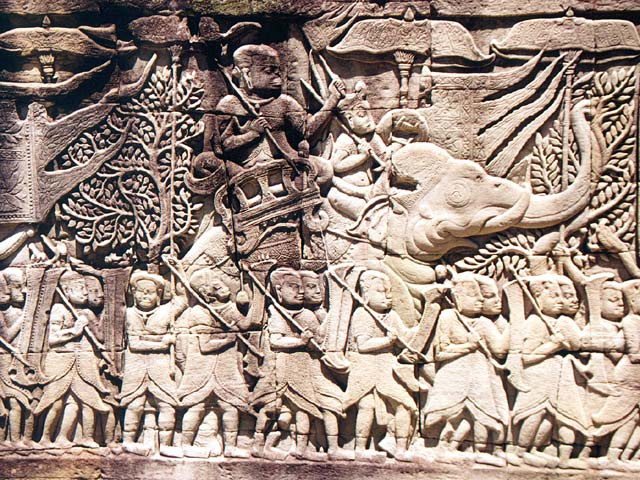
Bassorilievo in un tempio di Bayon con l'esercito Khmer alla guerra contro i Cham, c. 1200

La storia delle arti visive della Cambogia risale a secoli fa fino agli antichi mestieri; l'arte Khmer raggiunse il suo apice durante il periodo di Angkor. Le arti e i mestieri tradizionali cambogiani includono tessuti, tessitura, argenteria, scultura su pietra, lacca, ceramica, wat, murali e kite. A partire dalla metà del XX secolo, in Cambogia iniziò una tradizione di arte moderna, sebbene alla fine del XX secolo sia le arti tradizionali che quelle moderne siano diminuite per diversi motivi, tra cui l'uccisione di artisti da parte dei Khmer rossi. Il paese ha vissuto una recente rinascita artistica grazie al maggiore sostegno da parte di governi, ONG e turisti stranieri.
La scultura Khmer si riferisce alla scultura su pietra dell'Impero Khmer, che governava un territorio basato sulla Cambogia moderna, ma piuttosto più grande, dal IX al XIII secolo. Gli esempi più celebri si trovano ad Angkor, che fu sede dell'impero.
Nel VII secolo, la scultura Khmer iniziò ad allontanarsi dalle sue influenze indù, pre-Gupta per le figure buddiste, Pallava per le figure indù, e attraverso una costante evoluzione stilistica, arrivò a sviluppare una propria originalità, che dal X secolo può considerarsi completa e assoluta. La scultura khmer andò ben presto oltre la rappresentazione religiosa, che divenne quasi un pretesto per ritrarre figure di corte nelle vesti di dei e dee. Inoltre, venne anche a costituire un mezzo, fine a se stesso, per l'esecuzione di affinamenti stilistici, come una sorta di banco di prova. Si è già visto come il contesto sociale del regno Khmer fornisce una seconda chiave di lettura di quest'arte, ma è possibile immaginare anche che su un piano più esclusivo fossero all'opera piccoli gruppi di intellettuali e artisti, che gareggiavano tra loro in maestria e raffinatezza nel perseguire un'ipotetica perfezione di stile.

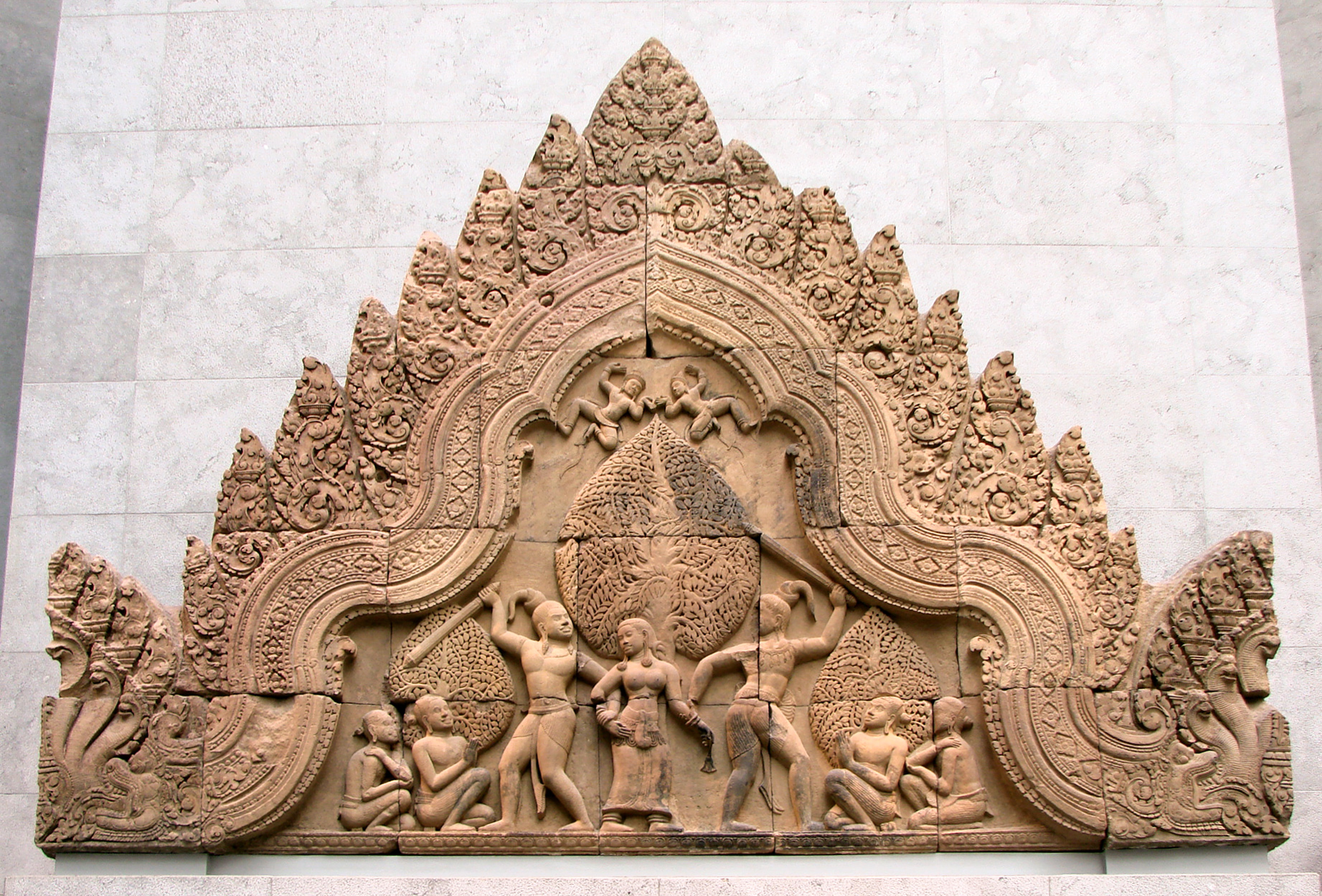
Bassorilievo da Angkor

Gli dei che troviamo nella scultura Khmer sono quelli delle due grandi religioni dell'India, Buddhismo e Induismo. Sono sempre rappresentati con grande precisione iconografica, indicando chiaramente che dotti sacerdoti sovrintendevano all'esecuzione dei lavori. Tuttavia, a differenza di quelle immagini indù che ripetono uno stereotipo idealizzato, queste sono trattate con grande realismo e originalità perché raffigurano modelli viventi: il re e la sua corte. La vera funzione sociale dell'arte Khmer era, infatti, la glorificazione dell'aristocrazia attraverso queste immagini degli dei incarnati nei principi. Infatti, il culto del “deva-raja” richiedeva lo sviluppo di un'arte eminentemente aristocratica in cui si supponeva che il popolo vedesse la prova tangibile della divinità del sovrano, mentre l'aristocrazia si compiaceva di vedere se stessa, se, è vero, in forma idealizzata, immortalata nello splendore di intricati ornamenti, abiti eleganti e gioielli stravaganti.
Le sculture sono mirabili immagini di divinità, presenze regali e imponenti, anche se non prive di sensualità femminile, fanno pensare a personaggi importanti delle corti, persone di notevole potere. Gli artisti che scolpirono le pietre soddisfacevano senza dubbio gli obiettivi e i requisiti primari richiesti dai committenti. Le sculture rappresentano la divinità prescelta alla maniera ortodossa e riescono a ritrarre, con grande abilità e perizia, alte figure di corte in tutto il loro splendore, negli abiti, negli ornamenti e nei gioielli di sofisticata bellezza.

### Arte indonesiana

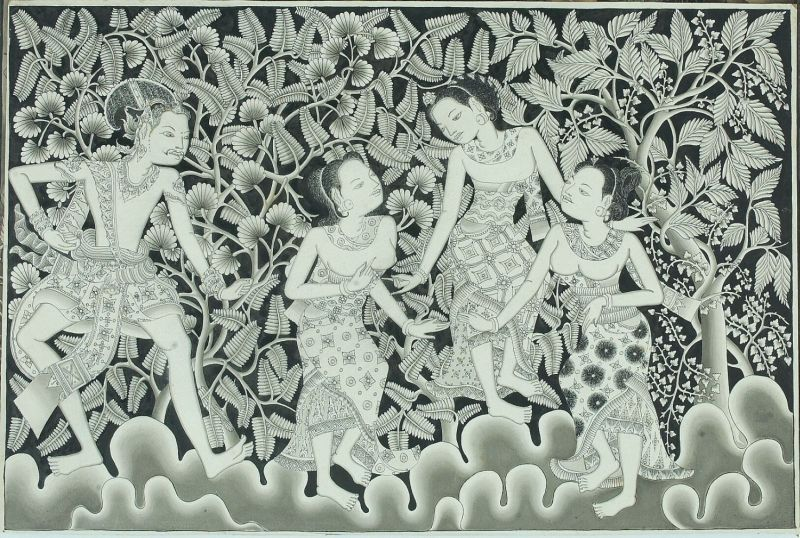
Dipinto balinese del principe Panji che incontra tre donne nella giungla.

L'arte e la cultura indonesiane sono state modellate da una lunga interazione tra costumi indigeni originali e molteplici influenze straniere. L'Indonesia è centrale lungo l'antica rotta commerciale tra l'Estremo Oriente e il Medio Oriente, risultando in molte pratiche culturali fortemente influenzate da una moltitudine di religioni orientali, tra cui Induismo, Buddhismo, Confucianesimo e Islam, tutte forti nelle principali città commerciali. Il risultato è una complessa miscela culturale molto diversa dalle culture indigene originarie.
L'Indonesia non è generalmente nota per i dipinti, a parte gli intricati ed espressivi dipinti Balinesi, che spesso esprimono scene e temi naturali delle danze tradizionali.

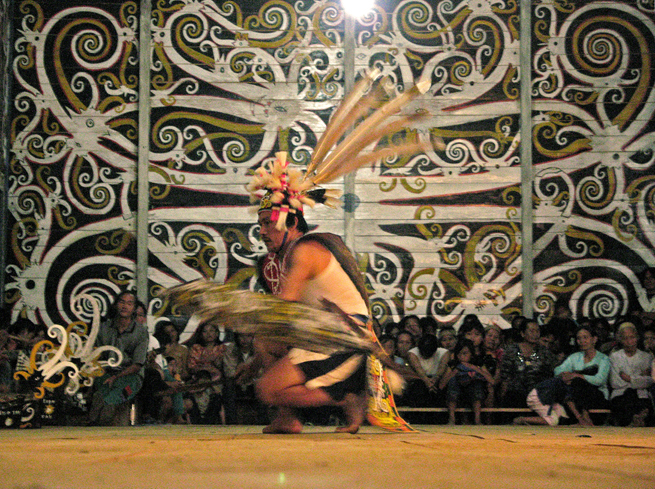
Dipinto murale Kenyah a Long Nawang, Kalimantan Orientale.

Altre eccezioni includono disegni di pittura indigeni Kenyah basati su quanto si trova comunemente tra le culture austronesiane, motivi naturali endemici come felci, alberi, cani, buceri e figure umane. Questi si trovano ancora a decorare le pareti delle case lunghe di Kenyah Dayak nella regione di Apo Kayan del Kalimantan Orientale.
L'Indonesia ha una lunga tradizione artistica che va dall'età del bronzo e ferro, ma la forma d'arte fiorì particolarmente dall'VIII al X secolo, sia come opere d'arte a sé stanti, sia incorporate nei templi.

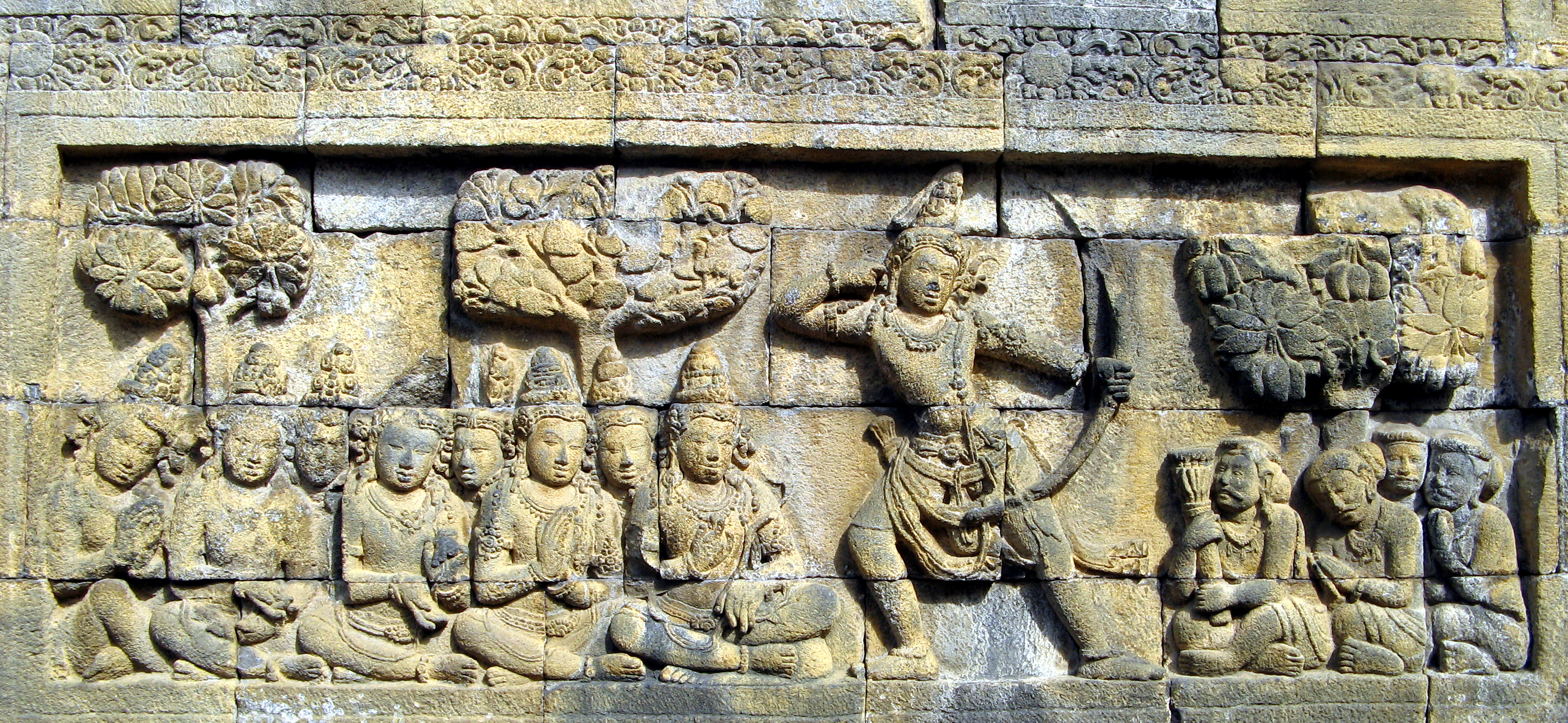
Altorilievo dal tempio di Borobudur, c. 760–830

Le più notevoli sono le centinaia di metri di scultura in rilievo presso il tempio di Borobudur nel centro di Giava. Circa 3,2 km di squisita scultura in rilievo raccontano la storia della vita di Buddha e illustrano i suoi insegnamenti. Il tempio ospitava originariamente 504 statue del Buddha seduto. Questo sito, come altri nel centro di Giava, mostra una chiara influenza indiana.
La calligrafia, per lo più basata sul Corano, è spesso usata come decorazione poiché l'Islam proibisce le raffigurazioni naturalistiche. Alcuni pittori stranieri si stabilirono anche in Indonesia. I pittori indonesiani moderni usano un'ampia varietà di stili e temi.

#### Arte balinese

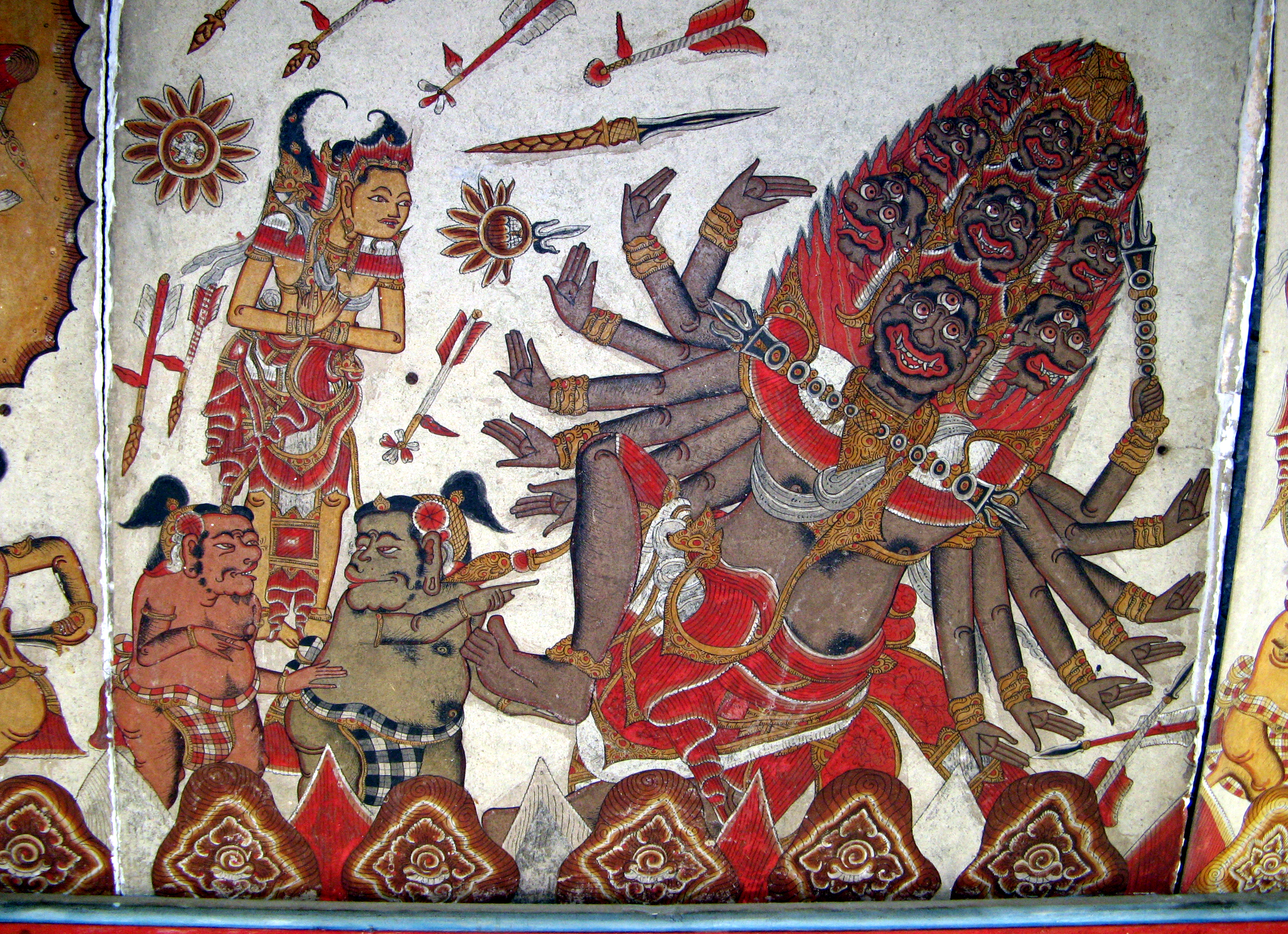
Pittura balinese che ritrae una scena dal Rāmāyaṇa, con Rāma contro Dasamukha (Ravana).

L'arte balinese è un'arte di origine hindu-giavanese che è cresciuta dal lavoro di artigiani del Regno Majapahit, con la loro espansione a Bali alla fine del XIII secolo. Dal XVI al XX secolo, il villaggio di Kamasan, Klungkung (Bali orientale), è stato il centro dell'arte classica balinese. Durante la prima parte del XX secolo, si svilupparono nuove varietà di arte balinese. Dalla fine del XX secolo, Ubud e i suoi villaggi vicini si sono guadagnati la reputazione di centro dell'arte balinese. Ubud e Batuan sono noti per i loro dipinti, Mas per le sue sculture in legno, Celuk per gli orefici e gli argentieri e Batubulan per le sculture in pietra. Covarrubias descrive l'arte balinese come, "... un'arte popolare barocca altamente sviluppata, anche se informale, che combina la vivacità contadina con la raffinatezza del classicismo dell'induista Giava, ma libera dal pregiudizio conservatore e con una nuova vitalità accesa dall'esuberanza dello spirito demoniaco del primitivo tropicale". Eiseman ha giustamente sottolineato che l'arte balinese è in realtà scolpita, dipinta, tessuta e preparata in oggetti destinati all'uso quotidiano piuttosto che come "oggetto d'arte".
Negli anni 1920, con l'arrivo di molti artisti occidentali, Bali divenne un'enclave di artisti (come Tahiti era per Paul Gauguin) per artisti d'avanguardia come Walter Spies (tedesco), Rudolf Bonnet (olandese), Adrien-Jean Le Mayeur (belga), Arie Smit (olandese) e Donald Friend (australiano) negli anni più recenti. La maggior parte di questi artisti occidentali ha avuto poca influenza sui balinesi fino al periodo successivo alla seconda guerra mondiale, anche se alcuni resoconti enfatizzano eccessivamente la presenza occidentale a scapito del riconoscimento della creatività balinese.
Questo rivoluzionario periodo di creatività raggiunse il culmine alla fine degli anni 1930. Un flusso di visitatori famosi, tra cui Charlie Chaplin e gli antropologi Gregory Bateson e Margaret Mead, hanno incoraggiato i talentuosi locali a creare opere molto originali. Durante il loro soggiorno a Bali, a metà degli anni 1930, Bateson e Mead raccolsero oltre 2000 dipinti, principalmente dal villaggio di Batuan, ma anche dal villaggio costiero di Sanur.
Tra gli artisti occidentali, Spies e Bonnet sono spesso accreditati della modernizzazione dei dipinti tradizionali balinesi. Dagli anni 1950 in poi gli artisti balinesi hanno incorporato aspetti della prospettiva e dell'anatomia di questi artisti.
Inoltre, hanno agito come agenti di cambiamento incoraggiando la sperimentazione e promuovendo le deviazioni dalla tradizione. Il risultato fu un'esplosione di espressione individuale che aumentò il tasso di cambiamento nell'arte balinese.

### Arte laotiana

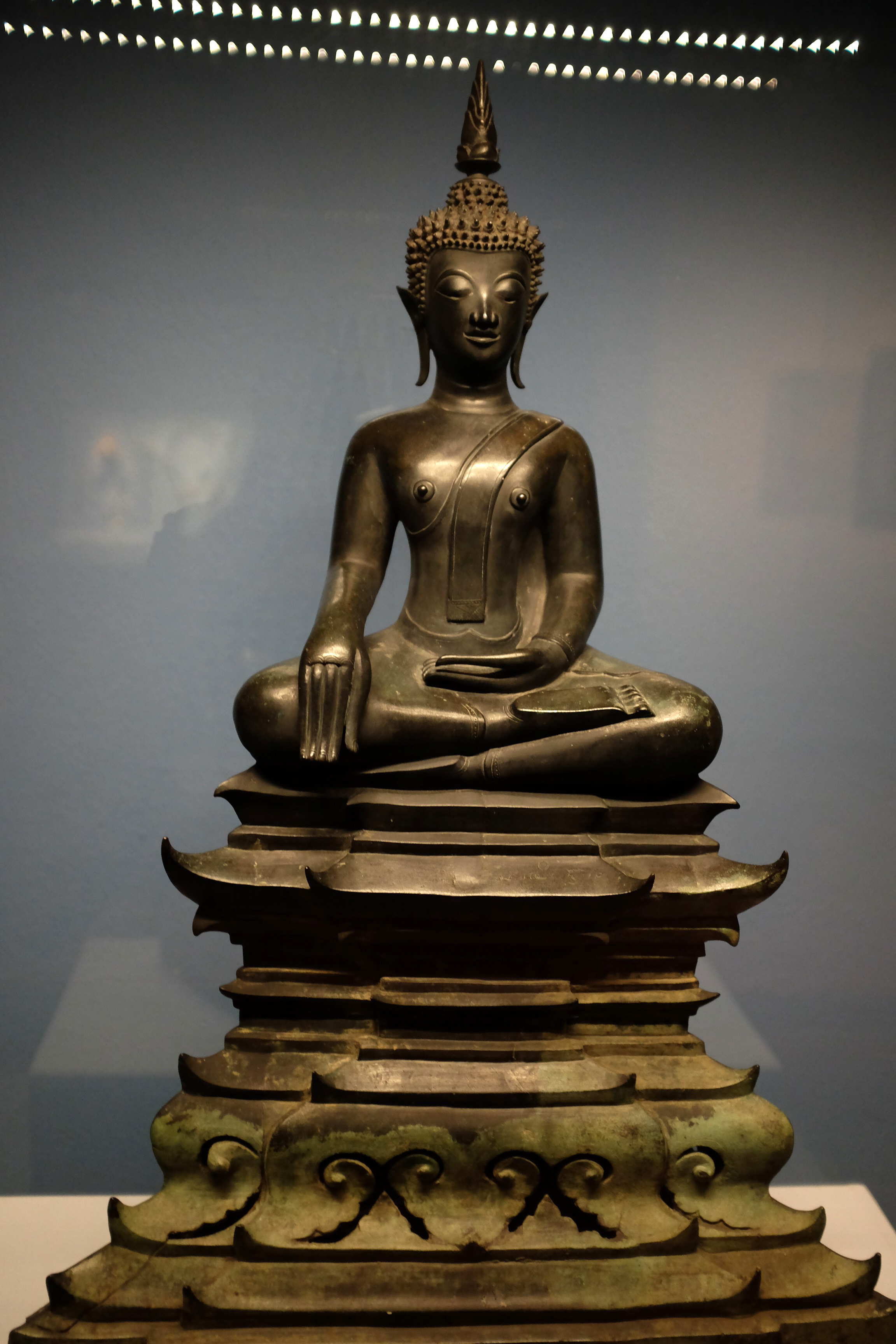
Lan Xang Buddha di bronzo, XVII secolo Laos

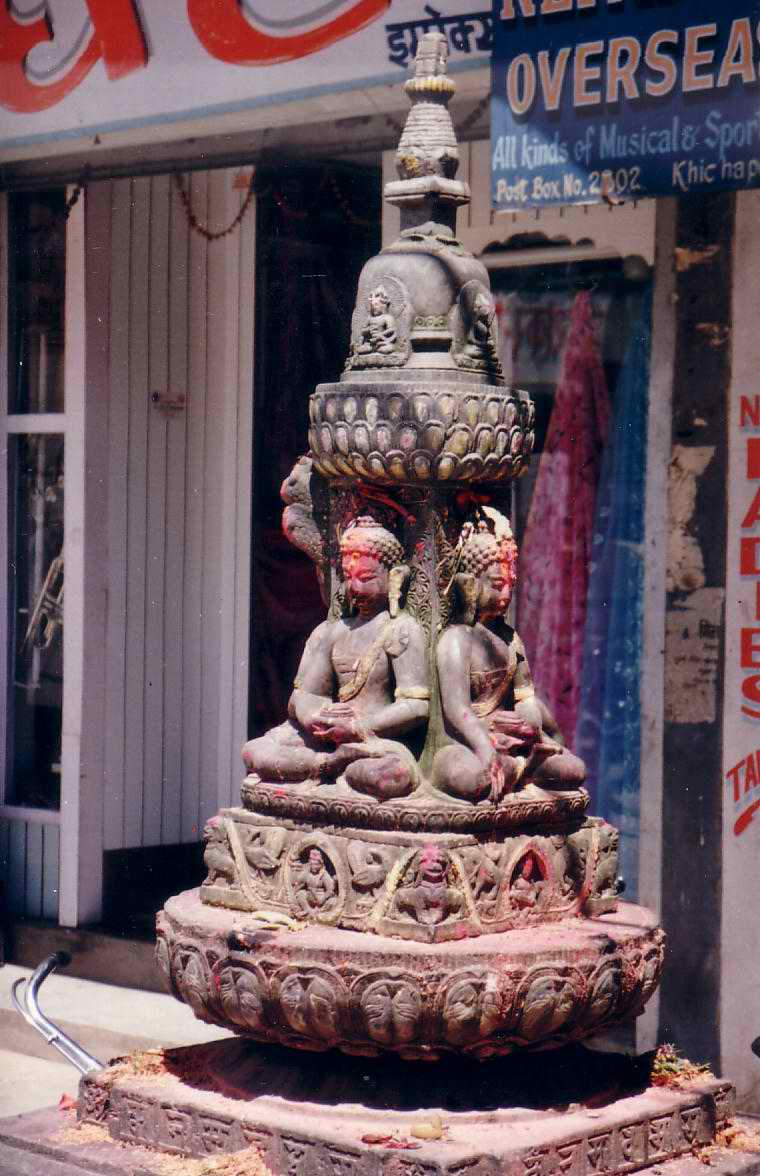
Pietre scolpite, chiamate Chaitya, visibili anche negli angoli delle strade e nei cortili di Katmandu

L'arte laotiana comprende la ceramica, la scultura buddista e la musica.
Le sculture buddiste del Laos sono state create in una grande varietà di materiali tra cui oro, argento e molto spesso bronzo. Anche il mattone e la malta erano un mezzo utilizzato per immagini colossali, una tra le più famose è l'immagine di Phya Vat (XVI secolo) a Vientiane, sebbene una ristrutturazione abbia completamente alterato l'aspetto della scultura, e non assomiglia più a un Buddha laotiano. Il legno è popolare per le piccole immagini buddiste votive che vengono spesso lasciate nelle caverne. Il legno è anche molto comune per le immagini in piedi di grandi dimensioni a grandezza naturale del Buddha. Le due sculture più famose, scolpite in pietra semipreziosa, sono il Phra Keo (Il Buddha di Smeraldo) e il Phra Phuttha Butsavarat. Il Phra Keo, che è probabilmente di origine Xieng Sen (Chiang Saen), è scolpito da un solido blocco di giada. Rimase a Vientiane per duecento anni prima che i siamesi lo portassero via come bottino alla fine del XVIII secolo. Oggi serve come palladium del Regno di Thailandia e risiede presso il Grand Palace a Bangkok. Il Phra Phuttha Butsavarat, come il Phra Keo, è anche custodito nella propria cappella al Grand Palace di Bangkok. Prima che i siamesi se ne impossessassero, all'inizio del XIX secolo, questa immagine di cristallo era il palladio del regno laotiano del Regno di Champasak.
Molte belle sculture buddiste del Laos sono state scolpite proprio nelle grotte di Pak Ou. Vicino a Pak Ou (foce del fiume Ou) nella Tham Ting (grotta inferiore) e nella Tham Theung (grotta superiore) vicino a Luang Prabang, Laos. Sono un magnifico gruppo di grotte accessibili solo in barca, circa due ore a monte del centro di Luang Prabang, e recentemente più conosciute e frequentate dai turisti. Le grotte sono famose per le loro impressionanti sculture, in stile buddista e laotiano, scolpite nelle pareti della grotta, e centinaia di figure buddiste scartate disposte sui pavimenti e sugli scaffali a muro. Sono state messe lì perché i loro proprietari non volevano distruggerle, quindi facevano un viaggio difficile verso le grotte per depositare la loro statua indesiderata.

### Arte thailandese

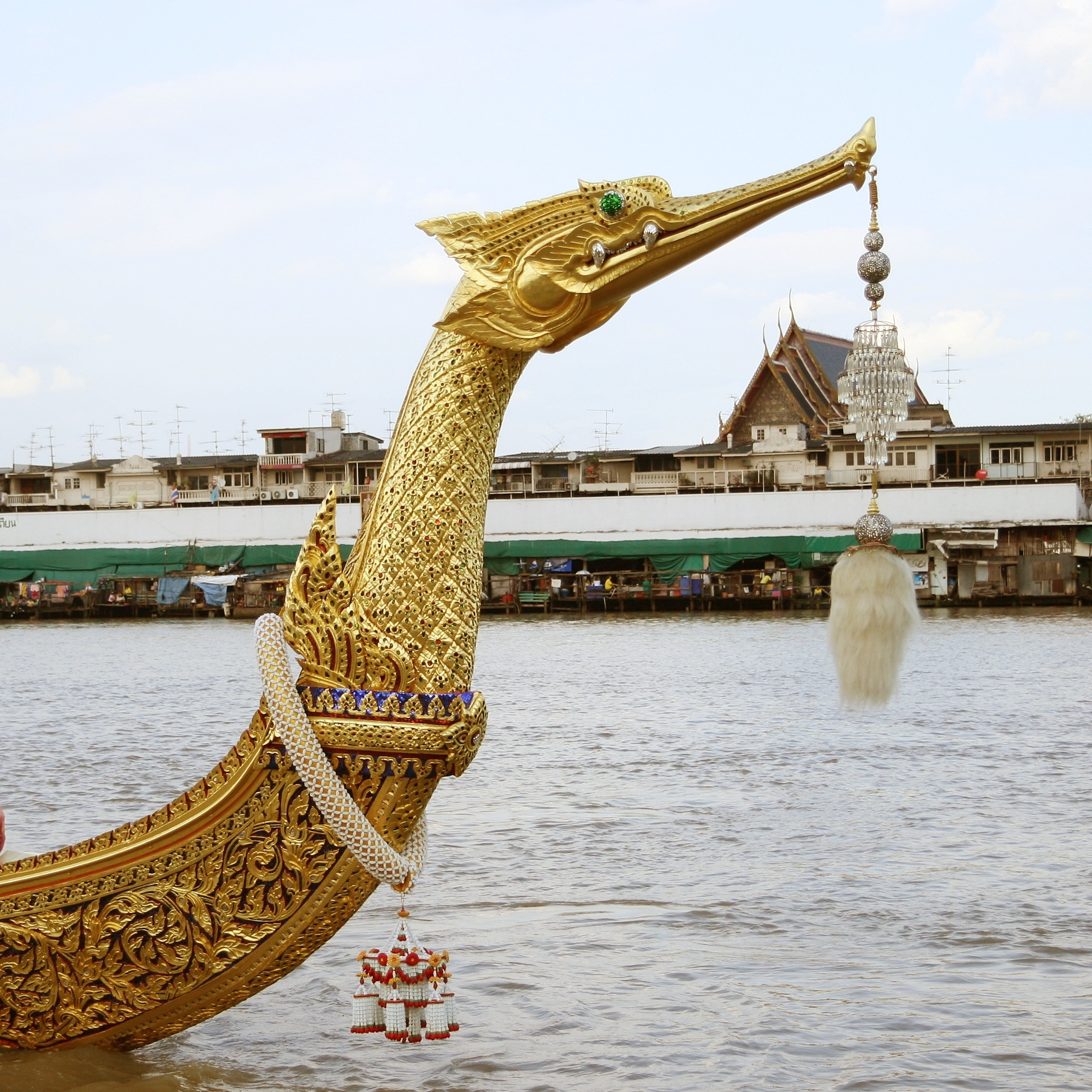
La prua della Royal Barge Suphannahong della Thailandia.

Le arti visuali thailandesi erano tradizionalmente e principalmente buddiste e reali. La scultura era quasi esclusivamente costituita da immagini del Buddha, mentre la pittura era limitata a illustrazione di libri e decorazioni di edifici, principalmente palazzi e templi. Le immagini di Budda tailandesi di epoche diverse hanno un certo numero di stili distinti. L'arte thailandese contemporanea spesso combina elementi tradizionali con tecniche moderne.
I dipinti tradizionali tailandesi mostravano soggetti in due dimensioni senza prospettiva. La dimensione di ogni elemento nell'immagine rifletteva il suo grado di importanza. La tecnica primaria di composizione era quella della ripartizione delle aree: gli elementi principali erano isolati l'uno dall'altro da trasformatori spaziali. Questo eliminava il terreno intermedio, che altrimenti avrebbe implicato prospettiva. La prospettiva è stata introdotta solo come risultato dell'influenza occidentale a metà del XIX secolo.
I soggetti narrativi più frequenti per i dipinti erano o sono: le storie Jātaka, episodi della vita del Buddha, il cielo e l'inferno buddista, e scene di vita quotidiana.
Il periodo di Sukhothai iniziò nel XIV secolo nel regno di Sukhothai. Le immagini del Buddha del periodo Sukhothai sono eleganti, con corpi sinuosi e volti slanciati e ovali. Questo stile enfatizzava l'aspetto spirituale del Buddha, omettendo molti piccoli dettagli anatomici. L'effetto è stato potenziato dalla pratica comune di creazione per fusione delle immagini in metallo piuttosto che la scultura. Questo periodo ha visto l'introduzione della posa del "Buddha che cammina".
Gli artisti dello stile Sukhothai cercarono di seguire i segni canonici che definiscono un Buddha, come sono esposti negli antichi testi in lingua pāli:
- Pelle così liscia che la polvere non può attaccarvisi;
- Gambe come quelle di un cervo;
- Altezza come un albero di banana;
- Spalle massicce come la testa di un elefante;
- Braccia rotonde come la proboscide di un elefante e abbastanza lunghe da toccare le ginocchia;
- Mani come fiori di loto in procinto di sbocciare;
- Punte delle dita rivolte all'indietro come petali;
- Testa come un uovo;
- Capelli come pungiglioni di scorpione;
- Mento come una pietra di mango;
- Naso come il becco di un pappagallo;
- Lobo dell'orecchio allungato dagli orecchini della regalità;
- Ciglia come quelle di una mucca;
- Sopracciglia come archi tesi.

Nel periodo Sukhothai veniva prodotta anche una grande quantità di ceramica smaltata nello stile Sawankhalok, che veniva scambiato in tutto il sud-est asiatico.

### Arte vietnamita
L'arte vietnamita proviene da una delle più antiche culture nella regione del sud-est asiatico. Un ricco patrimonio artistico che risale alla preistoria e comprende: pittura su seta, scultura, ceramica, xilografie, architettura, musica, danza e teatro.

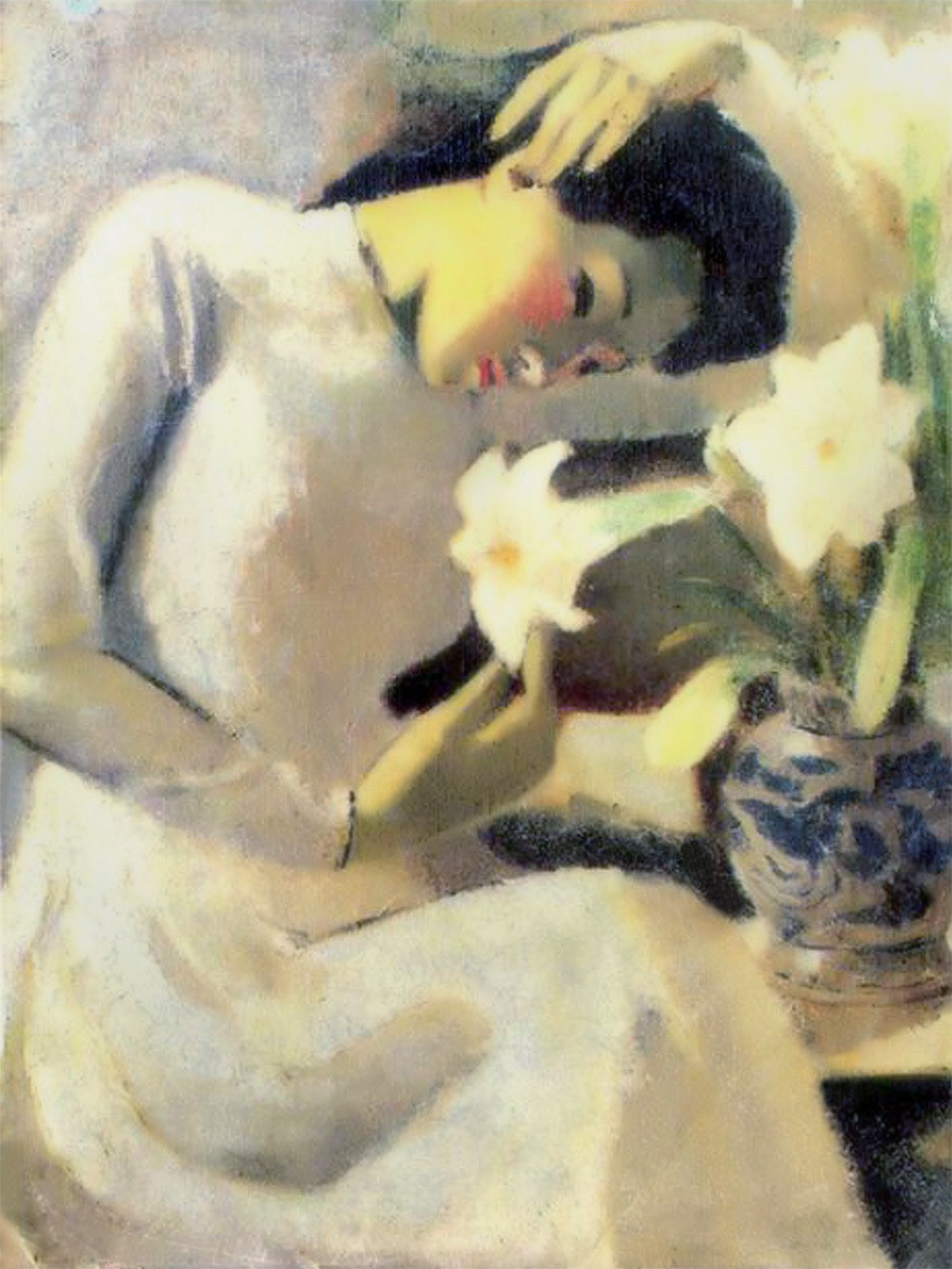
Tô Ngọc Vân, Thiếu nữ bên hoa huệ (Giovane donna con Lily), 1943, olio

L'arte tradizionale vietnamita è l'arte praticata in Vietnam o da artisti vietnamiti, dai tempi antichi (compresi gli elaborati tamburi Đông Sơn) all'arte post-dominazione cinese che è stata fortemente influenzata dall'arte buddista cinese, tra le altre filosofie come Taoismo e Confucianesimo. Anche l'arte di Champa e l'arte francese hanno avuto un ruolo minore in seguito.
L'influenza cinese sull'arte vietnamita si estende alla ceramica vietnamita, alla calligrafia e all'architettura tradizionale. Attualmente, i dipinti laccati vietnamiti si sono rivelati piuttosto popolari.
La dinastia Nguyễn, l'ultima che regnò sul Vietnam (c. 1802–1945), vide un rinnovato interesse per la ceramica e l'arte della porcellana. Le corti imperiali di tutta l'Asia importavano ceramiche vietnamite.
Nonostante l'alto livello di sviluppo delle arti dello spettacolo (come la musica e la danza della corte imperiale) durante la dinastia Nguyễn, alcuni ritengono che altri campi delle arti iniziarono a declinare durante l'ultimo periodo della dinastia Nguyễn.
A partire dal XIX secolo, l'arte moderna e le influenze artistiche francesi si diffusero in Vietnam. All'inizio del XX secolo, fu fondata l'École Supérieure des Beaux Arts de l'Indochine (Scuola superiore di belle arti del0Indocina), per insegnare i metodi europei, che esercitò un'influenza principalmente nelle città più grandi, come Hanoi e Ho Chi Minh.
Le restrizioni di viaggio imposte ai vietnamiti durante gli 80 anni di governo francese del Vietnam, e il lungo periodo di guerra per l'indipendenza nazionale, fecero sì che pochissimi artisti vietnamiti poterono studiare o lavorare al di fuori del Vietnam. Un piccolo numero di artisti provenienti da ambienti benestanti ebbero l'opportunità di andare in Francia dove svolsero la loro attività. Tra questi Le Thi Luu, Le Pho, Mai Trung Thu, Le Van De, Le Ba Dang e Pham Tang.
I moderni artisti vietnamiti iniziarono a utilizzare tecniche francesi con molti mezzi tradizionali come seta, lacca e altro, creando così una miscela unica di elementi orientali e occidentali.

#### Calligrafia vietnamita
La calligrafia ha una lunga storia in Vietnam; in precedenza si usava la Chữ Hán insieme alla Chữ Nôm. Tuttavia, la maggior parte della calligrafia vietnamita moderna utilizza invece il carattere romano Chữ Quốc Ngữ, che si è dimostrato molto popolare.
In passato, con l'alfabetizzazione nei vecchi sistemi di scrittura limitata a studiosi ed élite, la calligrafia svolse comunque un ruolo importante nella vita vietnamita. In occasioni speciali come il Capodanno lunare, la gente andava dall'insegnante o studioso del villaggio per fargli scrivere una calligrafia (spesso poesie, detti popolari o anche singole parole). Le persone che non sapevano leggere o scrivere, spesso incaricavano studiosi per scrivere preghiere che avrebbero bruciato nei santuari del tempio.

### Arte filippina

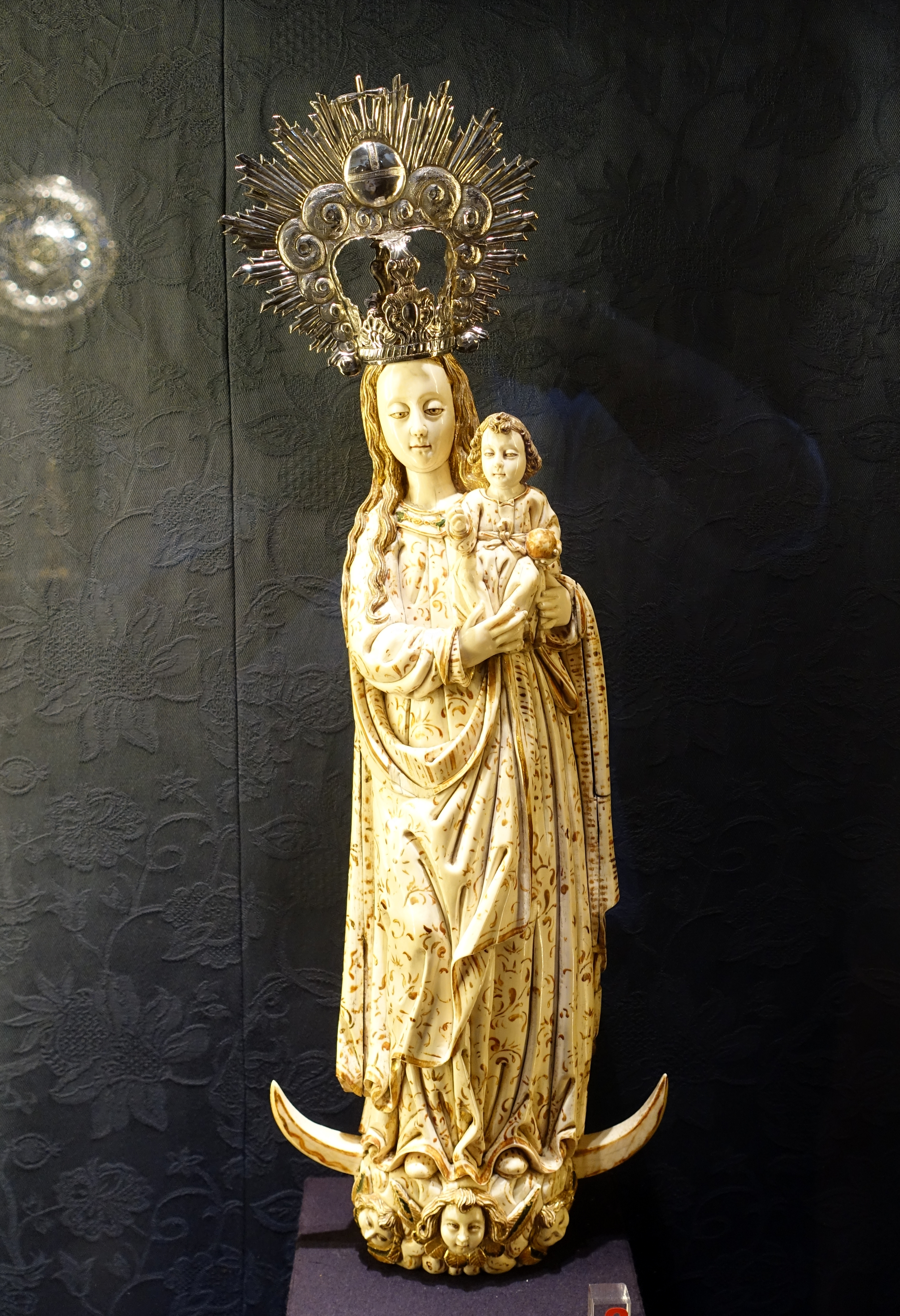
Madonna bambino, statuetta in avorio, Cattedrale di Siviglia.

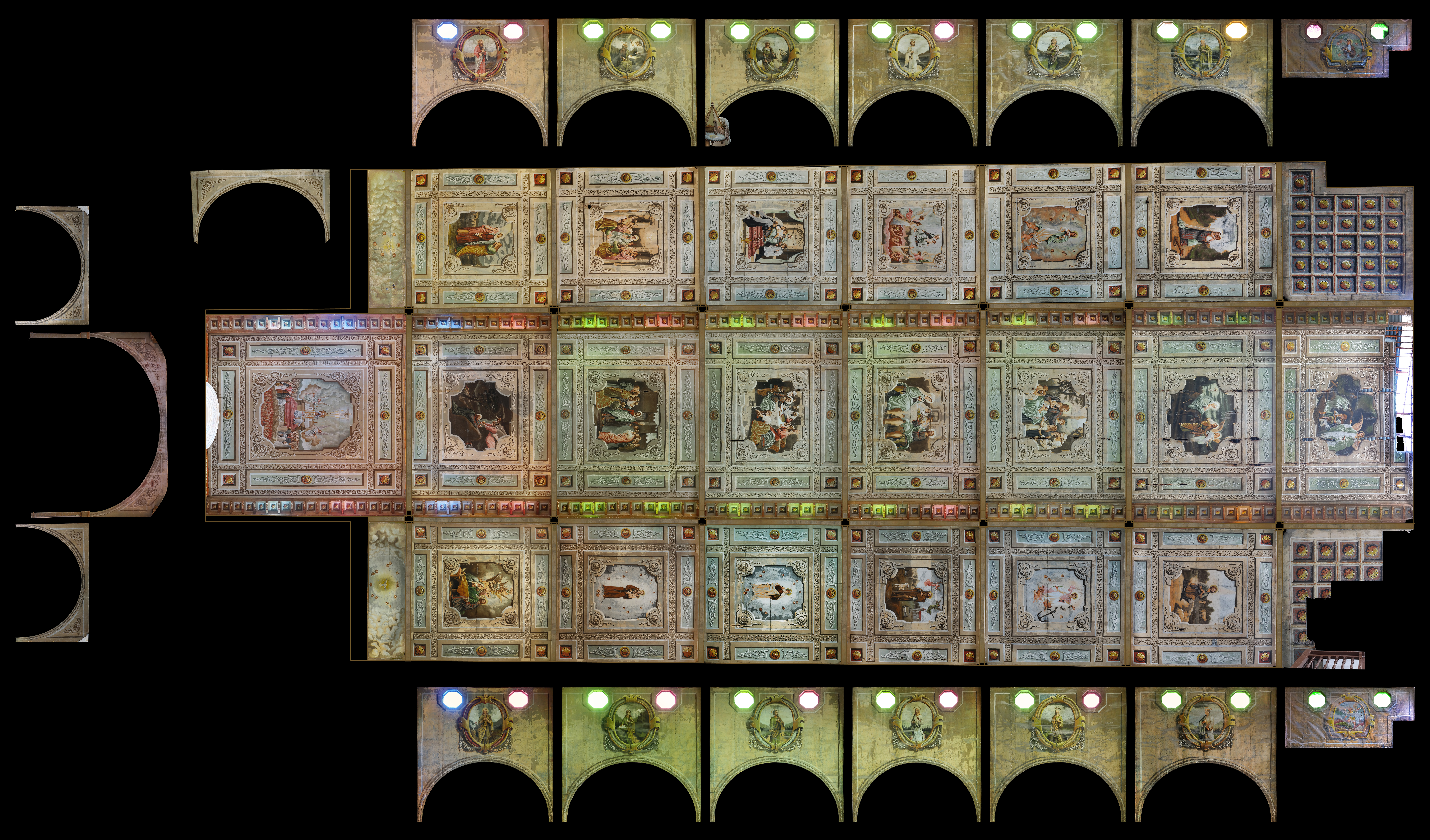
Chiesa di Lila, volta dipinta.

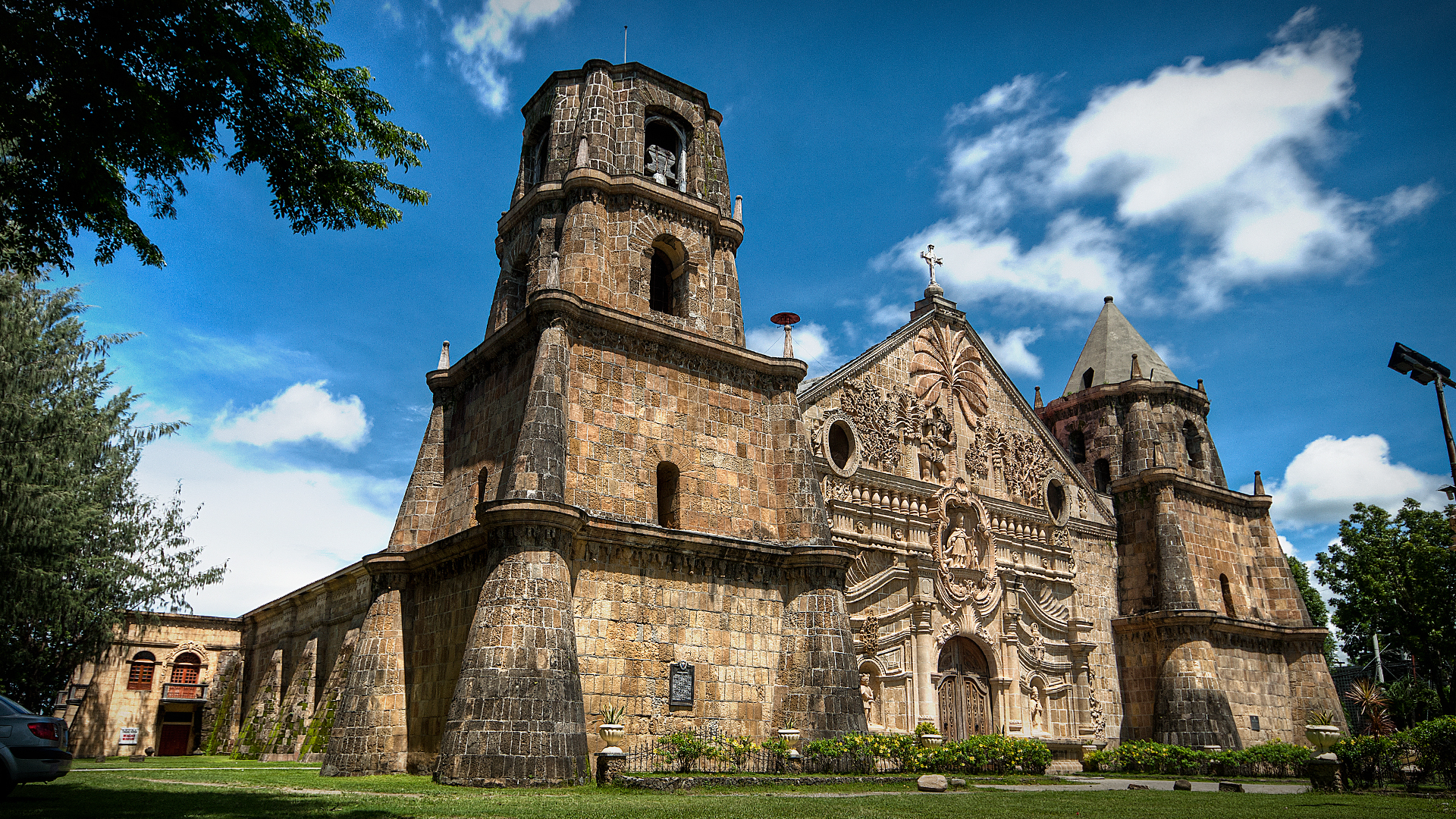
Chiesa di Miagao.

La più antica arte filippina conosciuta è quella della pittura rupestre, la più antica delle quali è quella dei petroglifi di Angono, realizzata durante il neolitico, tra il 6000 e il 2000 a.C. Le incisioni sono state probabilmente utilizzate come parte di un'antica pratica di guarigione per i bambini malati. Questa fu seguita dai petroglifi di Alab, datati non più tardi del 1500 a.C., che esibivano simboli di fertilità come pudenda. Le arti rupestri è costituita da petrografi, tra i quali si ricordano l'arte rupestre a carboncino di Peñablanca, quella a carboncino di Singnapan, quella in ematite rossa a Anda, e quella recentemente scoperta a Monreal (Ticao), raffigurante scimmie, volti umani, vermi o serpenti, piante, libellule e uccelli. Tra l'890 e il 710 a.C., il Vaso Manunggul fu realizzato nel sud della provincia di Palawan. Serviva come vaso sepolcrale secondario, dove il coperchio superiore raffigurava il viaggio dell'anima nell'aldilà attraverso una barca con uno psicopompo. Nel 100 a.C., le grotte di sepoltura delle mummie di Kabayan furono scolpite su una montagna. Tra il 5 a.C.-225, a Cotabato, furono create le ceramiche antropomorfe "Maitum". I manufatti erano vasi sepolcrali secondari, raffiguranti teste, mani, piedi e petto umani.
Nel IV secolo, e molto probabilmente prima, gli antichi abitanti delle Filippine costruivano navi da guerra giganti. Le prime testimonianze archeologiche conosciute sono state trovate a Butuan, dove la nave è stata identificata come un balangay e datata al 320. Il manufatto più antico, finora trovato, riporta uno scritto ed è il Laguna Copperplate Inscription, datato al 900. Il piatto annota il pagamento di un debito. Il Sigilo di avorio Butuan è il primo esempio di arte in avorio del paese, datato tra il IX e il XII secolo. Il sigilo ha una antica scrittura incisa. Durante questo periodo furono realizzati vari manufatti, come la Tara Dorata, una statua d'oro di una divinità, forse influenzata dall'Induismo e dal Buddismo. Dal XII al XV secolo fu realizzata la Paleografia d'argento di Butuan. La scrittura sull'argento deve ancora essere decifrata. Tra il XIII e il XIV secolo, i nativi di Banton, realizzarono il panno Banton, il più antico tessuto Ikat sopravvissuto nel sud-est asiatico. Il panno era usato come un sudario. Dal XVI secolo, fino alla fine del XIX secolo, la colonizzazione spagnola influenzò varie forme d'arte nel paese.
Dal 1565 al 1815, gli artigiani filippini costruirono i galeoni di Manila usati per il commercio dall'Asia alle Americhe, con i quali molte merci venivano trasportate in Europa. Nel 1565, l'antica tradizione del tatuaggio nelle Filippine è stata registrata per la prima volta attraverso i Pintado. Nel 1584 fu completato Forte Sannt'Antonio Abate, mentre nel 1591 fu costruito Forte Santiago. Nel 1600 furono realizzati i Terrazzamenti di Banaue. Cinque gruppi di terrazzamenti coltivati a riso designati come patrimonio dell'umanità. Nel 1607 fu costruita la Chiesa di San Agustin. L'edificio è stato dichiarato patrimonio dell'umanità. Il sito è famoso per i suoi interni dipinti. Nel 1613, il più antico "suyat", scritto su carta, sopravvissuto fu scritto attraverso i Documenti dell'Università di Santo Tomas Baybayin. Dopo il 1621, venne creata a Ticao le Monreal Stones. Nel 1680 fu realizzato l'Arco dei secoli. Nel 1692 fu dipinta l'immagine di Nostra Signora di Porta Vaga.
Nel 1701 venne costruita la chiesa di Manaoag e nel 1710 la chiesa di Paoay. La chiesa è nota per i suoi giganteschi contrafforti, parte dell'architettura barocca contro i terremoti. Nel 1720 venne realizzato un dipinti religioso: Camarin de da Virgen in Santa Ana. Nel 1725 venne costruita la storica chiesa di Sant'Ana e nel 1765 quella di Santa Maria. Questo sito delle Chiese barocche delle Filippine è notevole per la sua struttura di altopiano La chiesa di Bacarra fu costruita nel 1782 e nel 1783 furono registrati per la prima volta gli idjang, castello-fortezza, di Batanes, la cui datazione esatta è ancora sconosciuta. Nel 1797 venne realizzata la chiesa di Miagao famosa per la sua facciata scolpita. La chiesa di Tayum fu costruita nel 1803. Nel 1807 furono realizzati i dipinti della Rivolta dei Basi, raffiguranti la rivoluzione degli Ilocani contro l'ingerenza spagnola sulla produzione e sui consumi di base. Nel 1822 fu istituito lo storico Paco Park. Nel 1824 fu creato l'organo di bamboo di Las Piñas, che divenne il primo e unico organo in bambù. Nel 1852 furono completati i dipinti d'arte sacra della chiesa parrocchiale di Santiago Apostolo. Nel 1884, sia il dipinto l'Assassinio del governatore Bustamante e di suo figlio che Spoliarium ottennero dei premi durante un concorso d'arte in Spagna. Nel 1890 fu realizzato il dipinto Nutrire il pollo. La vita parigina è stata dipinta nel 1892, mentre La Bulaqueña è del 1895. Il trionfo della scienza sulla morte, del 1890, rappresenta l'arte dell'argilla. Nel 1891 fu costruita la prima e unica chiesa tutta in acciaio in Asia, la Basilica minore di San Sebastian s Manila. Nel 1894 fu realizzata in argilla La vendetta della madre.
Nel XX secolo, o forse prima, fu scritto il Corano di Bayang. Nello stesso periodo è stato scoperto il calendario agricolo di pietra di Guiday. Nel 1913 fu completato il Monumento a Rizal. Nel 1927 fu ricostruito l'Edificio principale dell'Università di Santo Tomas, mentre quello del Seminario centrale fu costruito nel 1933. Nel 1931 fu distrutto il palazzo reale Darul Jambangan di Sulu. Nello stesso anno fu costruito il Manila Metropolitan Theatre. I dipinti Il progresso della medicina nelle Filippine furono terminati nel 1953. La Chiesa di Santo Domingo fu costruita nel 1954. Nel 1962 fu completato il dipinto International Rice Research Institute, mentre il Murale di Manila è stato realizzato nel 1968. Nel 1993 è stato creato il Monumento a Bonifacio.